# Епархии Русской православной церкви
В состав Русской православной церкви входят епархии прямого подчинения в России, ближнем зарубежье, Америке и Европе, самоуправляемая с правами широкой автономии Украинская православная церковь, Китайская и Японская автономные православные церкви, самоуправляемые Молдавская, Латвийская, Эстонская и Русская православная церковь за границей, экзархаты в Белоруссии, Западной Европе, Юго-Восточной Азии и Африке, Казахстанский и Среднеазиатский митрополичьи округа, митрополии, а также патриаршие приходы в Канаде, Норвегии, США, Финляндии и Швеции.
В 2011 году началась реформа епархиального устройства Русской православной церкви, в результате которой в Московском патриархате, как и в некоторых других Поместных церквах, выстроена трёхступенчатая система организации епархий: патриархат — митрополия — епархия.
«Упомянутые решения Священного Синода направлены на то, чтобы правящие архиереи были ближе к приходской жизни, к духовенству и народу, лучше видели и понимали проблемы приходской жизни. Меньший размер епархий должен позволить архипастырю более глубоко использовать приходской потенциал для развития епархиальной жизни, включая подготовку духовенства, организацию миссионерской, социальной и образовательной деятельности, совершенствование жизни монастырей, укрепление взаимоотношений с местными органами власти и общественными организациями. Цель данных преобразований — развитие и укрепление пастырской работы, чтобы проповедь Евангелия Христова достигала все большего числа людей…», — было сказано на заседании Священного синода Русской православной церкви, проходившего 5—6 октября 2011 года.
В статье представлены краткие актуальные сведения обо всех епархиях Русской православной церкви. Епархии перечислены по регионам их нахождения в алфавитном порядке. Структура выстроена по иерархической зависимости от Московского патриархата: чем больше самостоятельности и автономии — тем дальше от начала списка. Титулы архиереев совпадают с названиями возглавляемых ими епархий (викариатств), если не указано иное.

## Епархии и патриаршие приходы прямого подчинения

### Епархии
| Епархия                        | Основана                       | Правящий архиерей                                                                    | Территория | Приходов | Монастырей                      | Благочиний | Примечания                             |
| ------------------------------ | ------------------------------ | ------------------------------------------------------------------------------------ | --- | --- | ------------------------------- | ---------- | -------------------------------------- |
| Абаканская                     | 1995                           | архиепископ Абаканский и Хакасский Ионафан (Цветков)                                 | Хакасия | 83 | нет                             | 5          | Данные с сайта Московского патриархата |
| Анадырская                     | 2000                           | архиепископ Анадырский и Чукотский Ипатий (Голубев)                                  | Чукотский автономный округ | 17 | нет                             | 6          | Данные с сайта епархии                 |
| Аргентинская                   | 1946                           | епископ Аргентинский и Южноамериканский Леонид (Солдатов)                            | Центральная Америка, Южная Америка | 35 приходов и общин (12 в Аргентине, 8 в Бразилии, 2 в Чили, по 1 в Колумбии, Боливии, Панаме, Коста-Рике, Перу и Эквадоре) (на 2016) | нет                             | 4          | Данные с сайта епархии                 |
| Бакинская                      | 1919                           | епископ Бакинский и Азербайджанский Алексий (Смирнов)                                | Азербайджан | 7 | нет                             | 2          | Данные с сайта епархии                 |
| Бердянская                     | 2007                           | епископ Бердянский и Приморский Петр (Дмитриев)                                      | округа Запорожской области: Акимовский, Бердянск, Бердянский, Васильевский, Весёловский, Гуляйпольский, Каменско-Днепровский, Куйбышевский, Мелитополь, Мелитопольский, Михайловский, Приазовский, Приморский, Пологовский, Токмакский, Черниговский, Энергодар | 128 | 3 (1 мужской и 2 женских)       | 12         | Данные с сайта епархии                 |
| Берлинская                     | 1921                           | архиепископ Рузский Тихон (Зайцев)                                                   | Германия | 103 приходов и общин (на декабрь 2022)                                                                                                | 1 (мужской)                     | 6          | Данные с сайта епархии                 |
| Биробиджанская                 | 2002                           | епископ Биробиджанский и Кульдурский Лука (Волчков)                                  | Еврейская автономная область | 51 (на февраль 2019) | 1 (женский)                     | 5          | Данные с сайта Московского патриархата |
| Благовещенская                 | 1899 1993                      | архиепископ Благовещенский и Тындинский Лукиан (Куценко)                             | Амурская область | 70 (на январь 2020) | 3 (1 мужской и 2 женских)       | 6          | Данные с сайта епархии                 |
| Будапештская                   | 2000                           | вакантна; временно управляющий — митрополит Рязанский и Михайловский Марк (Головков) | Венгрия | 11 | нет                             | нет        | Данные с сайта епархии                 |
| Венская                        | 1962                           | епископ Венский и Австрийский Алексий (Заночкин)                                     | Австрия | 7 | нет                             | нет        | Данные с сайта епархии                 |
| Виленская                      | 1839                           | митрополит Виленский и Литовский Иннокентий (Васильев)                               | Литва | 57 (на 2015) | 2 (1 мужской и 1 женский)       | 5          | Данные с сайта епархии                 |
| Тракайское викариатство        | 1839                           | епископ Амвросий (Федукович)                                                         | Литва | 57 (на 2015) | 2 (1 мужской и 1 женский)       | 5          | Данные с сайта епархии                 |
| Владикавказская                | 1875 2011                      | архиепископ Владикавказский и Аланский Герасим (Шевцов)                              | Северная Осетия | 36 | 2 (1 мужской и 1 женский)       | 7          | Данные с сайта епархии                 |
| Горноалтайская                 | 2013                           | епископ Горноалтайский и Чемальский Макарий (Ющенко)                                 | Республика Алтай | 17 | 2 скита (1 мужской и 1 женский) | 2          | Данные с сайта епархии                 |
| Грозненская                    | 2025                           | епископ Грозненский и Сунженский Амвросий (Марченко)                                 | Ингушетия, Чечня | 8 | 1 (мужской)                     | 2          | Данные с сайта Махачкалинской епархии  |
| Ереванско-Армянская            | 1924 2021                      | вакантна; временно управляющий — архиепископ Подольский и Люберецкий Аксий (Лобов)   | Армения | 8 | 1 (женская)                     |            |                                        |
| Кызыльская                     | 2011                           | вакантна; временно управляющий — архиепископ Корейский Феофан (Ким)                  | Тыва | 20 | 1 (мужской)                     | нет        | Данные с сайта епархии                 |
| Туранское викариатство         | 2011                           | епископ Ермоген (Корчуков)                                                           | Тыва | 20 | 1 (мужской)                     | нет        | Данные с сайта епархии                 |
| Магаданская                    | 1991                           | архиепископ Магаданский и Синегорский Иоанн (Павлихин)                               | Магаданская область | 34 храма | 1 (женский)                     | 2          | Данные с сайта епархии                 |
| Майкопская                     | 1994                           | архиепископ Майкопский и Адыгейский Тихон (Лобковский)                               | Адыгея | 65 | 1 (мужской)                     | 8          | Данные с сайта епархии                 |
| Махачкалинская                 | 2012                           | архиепископ Махачкалинский и Дербентский Варлаам (Пономарёв)                         | Дагестан | 17 | 1 (женский)                     | 2          | Данные с сайта епархии                 |
| Московская                     | 1461                           | Патриарх Московский и всея Руси Кирилл                                               | Москва | 549 (при 1227 храмах) | 14 (7 мужских и 7 женских)      | 28         | Данные с сайта епархии                 |
| Центральное викариатство       | 2011                           | митрополит Воскресенский Григорий (Петров)                                           | Центральный административный округ | 549 (при 1227 храмах) | 14 (7 мужских и 7 женских)      | 28         | Данные с сайта епархии                 |
| Южное викариатство             | 2011                           | митрополит Каширский Феогност (Гузиков)                                              | Южный административный округ | 549 (при 1227 храмах) | 14 (7 мужских и 7 женских)      | 28         | Данные с сайта епархии                 |
| Юго-Западное викариатство      | 2011                           | епископ Раменский Алексий (Туриков)                                                  | Юго-Западный административный округ | 549 (при 1227 храмах) | 14 (7 мужских и 7 женских)      | 28         | Данные с сайта епархии                 |
| Западное викариатство          | 2011                           | архиепископ Одинцовский и Красногорский Фома (Мосолов)                               | Западный административный округ | 549 (при 1227 храмах) | 14 (7 мужских и 7 женских)      | 28         | Данные с сайта епархии                 |
| Северо-Западное викариатство   | 2011                           | митрополит Владимирский и Суздальский Никандр (Пилишин)                              | Северо-Западный и Зеленоградский административные округа | 549 (при 1227 храмах) | 14 (7 мужских и 7 женских)      | 28         | Данные с сайта епархии                 |
| Северное викариатство          | 2011                           | митрополит Волоколамский Антоний (Севрюк)                                            | Северный административный округ | 549 (при 1227 храмах) | 14 (7 мужских и 7 женских)      | 28         | Данные с сайта епархии                 |
| Северо-Восточное викариатство  | 2011                           | митрополит Звенигородский Арсений (Перевалов)                                        | Северо-Восточный административный округ | 549 (при 1227 храмах) | 14 (7 мужских и 7 женских)      | 28         | Данные с сайта епархии                 |
| Восточное викариатство         | 2011                           | епископ Егорьевский Мефодий (Зинковский)                                             | Восточный административный округ | 549 (при 1227 храмах) | 14 (7 мужских и 7 женских)      | 28         | Данные с сайта епархии                 |
| Юго-Восточное викариатство     | 2011                           | епископ Егорьевский Мефодий (Зинковский)                                             | Юго-Восточный административный округ | 549 (при 1227 храмах) | 14 (7 мужских и 7 женских)      | 28         | Данные с сайта епархии                 |
| Викариатство новых территорий  | 2011                           | епископ Павло-Посадский Силуан (Вьюров)                                              | Новомосковский и Троицкий административные округа | 549 (при 1227 храмах) | 14 (7 мужских и 7 женских)      | 28         | Данные с сайта епархии                 |
| Верейское викариатство         |                                | епископ Пантелеимон (Шатов)                                                          | | 549 (при 1227 храмах) | 14 (7 мужских и 7 женских)      | 28         | Данные с сайта епархии                 |
| Видновское викариатство        | епископ Тихон (Недосекин)      |                                                                                      | | 549 (при 1227 храмах) | 14 (7 мужских и 7 женских)      | 28         | Данные с сайта епархии                 |
| Волоколамское викариатство     | митрополит Антоний (Севрюк)    |                                                                                      | | 549 (при 1227 храмах) | 14 (7 мужских и 7 женских)      | 28         | Данные с сайта епархии                 |
| Воскресенское викариатство     | митрополит Григорий (Петров)   |                                                                                      | | 549 (при 1227 храмах) | 14 (7 мужских и 7 женских)      | 28         | Данные с сайта епархии                 |
| Егорьевское викариатство       | епископ Мефодий (Зинковский)   |                                                                                      | | 549 (при 1227 храмах) | 14 (7 мужских и 7 женских)      | 28         | Данные с сайта епархии                 |
| Звенигородское викариатство    | митрополит Арсений (Перевалов) |                                                                                      | | 549 (при 1227 храмах) | 14 (7 мужских и 7 женских)      | 28         | Данные с сайта епархии                 |
| Зеленоградское викариатство    | архиепископ Савва (Тутунов)    |                                                                                      | | 549 (при 1227 храмах) | 14 (7 мужских и 7 женских)      | 28         | Данные с сайта епархии                 |
| Истринское викариатство        | епископ Серафим (Амельченков)  |                                                                                      | | 549 (при 1227 храмах) | 14 (7 мужских и 7 женских)      | 28         | Данные с сайта епархии                 |
| Каширское викариатство         | митрополит Феогност (Гузиков)  |                                                                                      | | 549 (при 1227 храмах) | 14 (7 мужских и 7 женских)      | 28         | Данные с сайта епархии                 |
| Можайское викариатство         | епископ Иосиф (Королёв)        |                                                                                      | | 549 (при 1227 храмах) | 14 (7 мужских и 7 женских)      | 28         | Данные с сайта епархии                 |
| Озёрское викариатство          | епископ Порфирий (Шутов)       |                                                                                      | | 549 (при 1227 храмах) | 14 (7 мужских и 7 женских)      | 28         | Данные с сайта епархии                 |
| Павлово-Посадское викариатство | епископ Силуан (Вьюров)        |                                                                                      | | 549 (при 1227 храмах) | 14 (7 мужских и 7 женских)      | 28         | Данные с сайта епархии                 |
| Раменское викариатство         | епископ Алексий (Туриков)      |                                                                                      | | 549 (при 1227 храмах) | 14 (7 мужских и 7 женских)      | 28         | Данные с сайта епархии                 |
| Серпуховское викариатство      | епископ Роман (Гаврилов)       |                                                                                      | | 549 (при 1227 храмах) | 14 (7 мужских и 7 женских)      | 28         | Данные с сайта епархии                 |
| Солнечногорское викариатство   | епископ Алексий (Поликарпов)   |                                                                                      | | 549 (при 1227 храмах) | 14 (7 мужских и 7 женских)      | 28         | Данные с сайта епархии                 |
| Троицкое викариатство          | епископ Панкратий (Жердев)     |                                                                                      | | 549 (при 1227 храмах) | 14 (7 мужских и 7 женских)      | 28         | Данные с сайта епархии                 |
| Петропавловск-Камчатская       | 1840                           | архиепископ Петропавловский и Камчатский Феодор (Малаханов)                          | Камчатский край | 55 (на декабрь 2019) | 2 (1 мужской и 1 женский)       | 9          | Данные с сайта епархии                 |
| Пятигорская                    | 1927 2011                      | архиепископ Пятигорский и Черкесский Феофилакт (Курьянов)                            | округа Ставропольского края: Кировский, Минераловодский, Предгорный; Кабардино-Балкария, Карачаево-Черкесия | 165 (на апрель 2022) | 3 (1 мужской и 2 женских)       | 9          | Данные с сайта Московского патриархата |
| Ровеньковская                  | 2013                           | архиепископ Ровеньковский и Свердловский Аркадий (Таранов)                           | Антрацитовский, Краснодонский, Лутугинский, Свердловский районы Луганской Народной Республики / Луганской области Украины | 96 | 1 (мужской)                     | 8          | Данные с сайта епархии                 |
| Салехардская                   | 2011                           | архиепископ Салехардский и Ново-Уренгойский Николай (Чашин)                          | Ямало-Ненецкий автономный округ | 85 | нет                             | 3          | Данные с сайта епархии                 |
| Ноябрьское викариатство        | 2011                           | епископ Феодосий (Нестеров)                                                          | Ямало-Ненецкий автономный округ | 85 | нет                             | 3          | Данные с сайта епархии                 |
| Скадовская                     | 2023                           | епископ Скадовский и Алешкинский Филарет (Гаврин)                                    | округа Херсонской области: Алешкинский, Голопристанский, Каланчакский, Скадовский, Чаплинский | н/д | 1 (женский)                     | н/д        |                                        |
| Элистинская                    | 1995                           | архиепископ Элистинский и Калмыцкий Юстиниан (Овчинников)                            | Республика Калмыкия | 15 | нет                             | нет        | Данные с сайта епархии                 |
| Южно-Сахалинская               | 1993                           | архиепископ Южно-Сахалинский и Курильский Никанор (Анфилатов)                        | Сахалинская область | 72 | 2 (1 мужской и 1 женский)       | 8          | Данные с сайта епархии                 |
| Якутская                       | 1869, 1993                     | архиепископ Якутский и Ленский Роман (Лукин)                                         | Республика Саха (Якутия) | 76 (на март 2016) | 4 (2 мужских и 2 женский)       | 10         | Данные с сайта Московского патриархата |

### Патриаршие приходы
| Структура                      | Основана | Управляющий приходами                                     | Территория   | Приходов                    | Монастырей  | Благочиний | Примечания                         |
| ------------------------------ | -------- | --------------------------------------------------------- | ------------ | --------------------------- | ----------- | ---------- | ---------------------------------- |
| Патриаршие приходы в Канаде    | 1970     | временно управляющий — епископ Сурожский Матфей (Андреев) | Канада       | 25                          | нет         | 2          | Данные с сайта Патриарших приходов |
| Патриаршие приходы в Норвегии  | 1996     | архимандрит Климент (Хухтамяки)                           | Норвегия     | 7                           |             |            | Данные с сайта Патриарших приходов |
| Патриаршие приходы в США       | 1970     | временно управляющий — епископ Сурожский Матфей (Андреев) | США, Мексика | 32 (31 в США и 1 в Мексике) | 1 (мужской) | 4          | Данные с сайта Патриарших приходов |
| Патриаршие приходы в Финляндии | 1946     | временно управляющий — Патриарх Кирилл                    | Финляндия    | 5                           | нет         | 1          | Данные с сайта Патриарших приходов |
| Патриаршие приходы в Швеции    | 2007     | протоиерей Виктор Лютик                                   | Швеция       | 9                           |             |            | Данные с сайта Патриарших приходов |

В список не включены Патриаршие приходы в Туркменистане, включённые в состав Среднеазиатского митрополичьего округа, и Патриаршие приходы в Италии, включённые в состав Патриаршего Экзархата в Западной Европе.

## Митрополии

### Алтайская митрополия
| Епархия       | Основана  | Правящий архиерей                                       | Территория | Приходов             | Монастырей                 | Благочиний | Примечания                             |
| ------------- | --------- | ------------------------------------------------------- | --- | -------------------- | -------------------------- | ---------- | -------------------------------------- |
| Барнаульская  | 1930 1994 | митрополит Барнаульский и Алтайский Сергий (Иванников)  | г.о. Барнаул, Заринск, Новоалтайск; ЗАТО Сибирский; Залесовский, Заринский, Косихинский, Кытмановский, Первомайский, Тальменский, Тогульский районы Алтайского края | 101 (на январь 2019) | 2 (женских) 1 женский скит | 6          | Данные с сайта Московского патриархата |
| Бийская       | 1919 2015 | епископ Бийский и Белокурихинский Серафим (Савостьянов) | г.о. Белокуриха, Бийск; Алтайский, Бийский, Быстроистокский, Ельцовский, Зональный, Красногорский, Петропавловский, Смоленский, Советский, Солонешенский, Солтонский, Троицкий, Целинный районы Алтайского края | 88                   |                            | 11         | Данные с сайта епархии                 |
| Рубцовская    | 2015      | епископ Рубцовский и Алейский Роман (Корнев)            | Алейск, Рубцовск; Алейский, Волчихинский, Егорьевский, Змеиногорский, Калманский, Краснощёковский, Курьинский, Локтевский, Новочихинский, Поспелихинский, Рубцовский, Топчихинский, Третьяковский, Угловский, Усть-Калманский, Усть-Пристанский, Чарышский, Шипуновский районы Алтайского края                                           | 41 (на март 2017)    | 2 (мужских)                | 4          | Данные с сайта Московского патриархата |
| Славгородская | 2015      | епископ Славгородский и Каменский Иоасаф (Вишняков)     | Яровое; Баевский, Благовещенский, Бурлинский, Завьяловский, Каменский, Ключевский, Крутихинский, Кулундинский, Мамонтовский, Михайловский, Немецкий национальный, Павловский, Панкрушихинский, Ребрихинский, Родинский, Романовский, Славгородский, Суетский, Табунский, Тюменцевский, Хабарский, Шелаболихинский районы Алтайского края | 41 храм              | 2 (женских)                | 5          | Данные с сайта епархии                 |

### Архангельская митрополия
| Епархия        | Основана | Правящий архиерей                                         | Территория | Приходов     | Монастырей                | Благочиний | Примечания                             |
| -------------- | -------- | --------------------------------------------------------- | --- | ------------ | ------------------------- | ---------- | -------------------------------------- |
| Архангельская  | 1682     | митрополит Архангельский и Холмогорский Корнилий (Синяев) | Пинежский, Приморский, Холмогорский районы Архангельской области                                                                                       | 68           | 4 (2 мужских и 2 женских) | 7          | Данные с сайта епархии                 |
| Котласская     | 2011     | епископ Котласский и Вельский Василий (Данилов)           | Вельский, Верхнетоемский, Вилегодский, Коношский, Котласский, Красноборский, Ленский, Няндомский, Устьянский и Шенкурский районы Архангельской области | 45 (на 2012) | нет                       | 4          | Данные с сайта Московского патриархата |
| Нарьян-Марская | 2011     | епископ Нарьян-Марский и Мезенский Софроний (Семенов)     | Ненецкий автономный округ, Лешуконский и Мезенский районы Архангельской области, архипелаги Новая Земля и Земля Франца-Иосифа                          | 11 (на 2012) | нет                       | 6          |                                        |
| Плесецкая      | 2017     | епископ Плесецкий и Каргопольский Александр (Зайцев)      | Виноградовский, Каргопольский, Онежский, Плесецкий районы Архангельской области                                                                        | 36           | 2 (мужский)               | 5          | Данные с сайта епархии                 |

### Астраханская митрополия
| Епархия      | Основана | Правящий архиерей                                    | Территория | Приходов | Монастырей  | Благочиний | Примечания             |
| ------------ | -------- | ---------------------------------------------------- | --- | -------- | ----------- | ---------- | ---------------------- |
| Астраханская | 1602     | митрополит Астраханский и Камызякский Никон (Фомин)  | Астрахань, Володарский, Икрянинский, Камызякский, Лиманский и Приволжский районы Астраханской области                         | 56       | 1 (мужской) | 10         | Данные с сайта епархии |
| Ахтубинская  | 2013     | епископ Ахтубинский и Енотаевский Матфей (Самкнулов) | Ахтубинский, Енотаевский, Красноярский, Наримановский, Харабалинский и Черноярский районы, ЗАТО Знаменск Астраханской области | 44       | 1 (женский) | 5          | Данные с сайта епархии |

### Башкортостанская митрополия
| Епархия      | Основана | Правящий архиерей                                        | Территория | Приходов             | Монастырей                                                | Благочиний | Примечания                                    |
| ------------ | -------- | -------------------------------------------------------- | --- | -------------------- | --------------------------------------------------------- | ---------- | --------------------------------------------- |
| Бирская      | 2017     | епископ Бирский и Белорецкий Спиридон (Морозов)          | Абзелиловский, Архангельский, Баймакский, Белорецкий, Бирский, Бурзянский, Зилаирский, Иглинский, Караидельский, Мишкинский, Нуримановский, Учалинский и Хайбуллинский районы Башкирии | 97 (на январь 2021)  | 1 (женский)                                               | 6          | Данные с сайта главы Республики Башкорстостан |
| Нефтекамская | 2011     | епископ Нефтекамский и Белебеевский Митрофан (Еврокатов) | Аскинский, Бакалинский, Балтачевский, Белебеевский, Белокатайский, Благоварский, Буздякский, Бураевский, Дуванский, Дюртюлинский, Ермекеевский, Илишевский, Калтасинский, Кигинский, Краснокамский, Мечетлинский, Салаватский, Татышлинский, Туймазинский, Чекмагушевский, Шаранский и Янаульский районы Башкирии | 95 (на январь 2021)  | 4 (1 мужской и 3 женских) 4 скита (2 мужских и 2 женских) | 9          | Данные с сайта главы Республики Башкорстостан |
| Салаватская  | 2011     | епископ Салаватский и Кумертауский Николай (Субботин)    | Альшеевский, Аургазинский, Бижбулякский, Давлекановский, Зианчуринский, Ишимбайский, Кугарчинский, Куюргазинский, Мелеузовский, Миякинский, Стерлибашевский и Фёдоровский районы Башкирии | 100 (на январь 2021) | 2 (1 мужской и 1 женский)                                 | 7          | Данные с сайта главы Республики Башкорстостан |
| Уфимская     | 1799     | митрополит Уфимский и Башкортостанский Никон (Васюков)   | г.о. Уфа, Стерлитамак; Благовещенский, Гафурийский, Кармаскалинский, Кушнаренковский, Стерлитамакский, Уфимский и Чишминский районы Башкирии | 113 (на январь 2021) | 3 (1 мужской и 2 женских)                                 | 7          | Данные с сайта главы Республики Башкорстостан |

### Белгородская митрополия
| Епархия      | Основана  | Правящий архиерей                                       | Территория | Приходов             | Монастырей                | Благочиний | Примечания                             |
| ------------ | --------- | ------------------------------------------------------- | --- | -------------------- | ------------------------- | ---------- | -------------------------------------- |
| Белгородская | 1657 1995 | митрополит Белгородский и Старооскольский Иоанн (Попов) | округа Белгородской области: Белгород, Белгородский, Корочанский, Новооскольский, Старооскольский, Чернянский, Шебекинский             | 190 (на январь 2020) | 3 (1 мужской и 2 женских) | 8          | Данные с сайта Московского патриархата |
| Валуйская    | 2012      | епископ Валуйский и Алексеевский Савва (Никифоров)      | округа Белгородской области: Алексеевский, Валуйский, Вейделевский, Волоконовский, Красненский, Красногвардейский, Ровеньский          | 103 (на ноябрь 2021) | 2 (1 мужской и 1 женский) | 8          | Данные с сайта Московского патриархата |
| Губкинская   | 2012      | епископ Губкинский и Грайворонский Авель (Пивоваров)    | округа Белгородской области: Борисовский, Грайворонский, Губкинский, Краснояружский, Ивнянский, Прохоровский, Ракитянский, Яковлевский | 119 храмов           | 1 (женский)               | 11         | Данные с сайта епархии                 |

### Брянская митрополия
| Епархия     | Основана  | Правящий архиерей                                    | Территория | Приходов   | Монастырей                 | Благочиний | Примечания             |
| ----------- | --------- | ---------------------------------------------------- | --- | ---------- | -------------------------- | ---------- | ---------------------- |
| Брянская    | 1920 1994 | митрополит Брянский и Севский Александр (Агриков)    | г.о. Брянск, Сельцо, Фокино; Брасовский, Брянский, Выгоничский, Дубровский, Дятьковский, Жирятинский, Жуковский, Карачевский, Комаричский, Навлинский, Рогнединский, Севский, Суземский районы Брянской области     | 145        | 10 (6 мужских и 4 женских) | 11         | Данные с сайта епархии |
| Клинцовская | 2013      | епископ Клинцовский и Трубчевский Владимир (Новиков) | г.о. Клинцы; Гордеевский, Злынковский, Клетнянский, Климовский, Клинцовский, Красногорский, Мглинский, Новозыбковский, Погарский, Почепский, Стародубский, Суражский, Трубчевский, Унечский районы Брянской области | 135 храмов | 1 (женский)                | 12         | Данные с сайта епархии |

### Бурятская митрополия
| Епархия           | Основана  | Правящий архиерей                                               | Территория | Приходов             | Монастырей                | Благочиний | Примечания                             |
| ----------------- | --------- | --------------------------------------------------------------- | --- | -------------------- | ------------------------- | ---------- | -------------------------------------- |
| Северобайкальская | 2015      | епископ Северобайкальский и Сосново-Озёрский Николай (Кривенко) | Северобайкальск; Муйский, Баунтовский, Баргузинский, Еравнинский, Кижингинский, Курумканский, Северо-Байкальский, Хоринский районы Бурятии                                                         | 22 храма             | нет                       | 3          | Данные с сайта епархии                 |
| Улан-Удэнская     | 1933 2009 | митрополит Улан-Удэнский и Бурятский Иосиф (Балабанов)          | Улан-Удэ; Бичурский, Джидинский, Заиграевский, Закаменский, Иволгинский, Кабанский, Кяхтинский, Мухоршибирский, Окинский, Прибайкальский, Селенгинский, Тарбагатайский и Тункинский районы Бурятии | 154 (на январь 2021) | 3 (2 мужских и 1 женский) | 8          | Данные с сайта Московского патриархата |

### Владимирская митрополия
| Епархия         | Основана  | Правящий архиерей                                          | Территория | Приходов             | Монастырей                 | Благочиний | Примечания                             |
| --------------- | --------- | ---------------------------------------------------------- | --- | -------------------- | -------------------------- | ---------- | -------------------------------------- |
| Александровская | 2013      | епископ Александровский и Юрьев-Польский Стефан (Привалов) | Александровский, Киржачский, Кольчугинский, Петушинский, Юрьев-Польский районы Владимирской области                                                                 | 86                   | 12 (5 мужских и 7 женских) | 6          | Данные с сайта епархии                 |
| Владимирская    | 1214      | митрополит Владимирский и Суздальский Никандр (Пилишин)    | г.о. Владимир, Гусь-Хрустальный, Ковров; ЗАТО Радужный; Гусь-Хрустальный, Камешковский, Ковровский, Собинский, Судогодский, Суздальский районы Владимирской области | 187 (на январь 2021) | 13 (4 мужских и 9 женских) | 11         | Данные с сайта Московского патриархата |
| Муромская       | 1198 2013 | епископ Муромский и Вязниковский Нил (Сычёв)               | Вязниковский, Гороховецкий, Муромский, Меленковский, Селивановский районы Владимирской области                                                                      | 90                   | 9 (4 мужских и 5 женских)  | 5          | Данные с сайта епархии                 |

### Волгоградская митрополия
| Епархия       | Основана  | Правящий архиерей                                       | Территория | Приходов           | Монастырей                | Благочиний | Примечания                             |
| ------------- | --------- | ------------------------------------------------------- | --- | ------------------ | ------------------------- | ---------- | -------------------------------------- |
| Волгоградская | 1918 1991 | митрополит Волгоградский и Камышинский Феодор (Казанов) | Волгоград, Камышин; Городищенский, Дубовский, Камышинский, Котовский районы Волгоградской области | 119 (на март 2022) | 2 (1 мужской и 1 женский) | 11         | Данные с сайта Московского патриархата |
| Калачёвская   | 2012      | епископ Калачёвский и Палласовский Иоанн (Коваленко)    | Волжский; Быковский, Иловлинский, Калачёвский, Клетский, Котельниковский, Ленинский, Николаевский, Октябрьский, Палласовский, Светлоярский, Среднеахтубинский, Старополтавский, Суровикинский, Чернышковский районы Волгоградской области | 113 храмов         | 3 (мужских)               | 9          | Данные с сайта епархии                 |
| Урюпинская    | 2012      | епископ Урюпинский и Новоаннинский Елисей (Фомкин)      | округ Михайловка; Алексеевский, Даниловский, Еланский, Жирновский, Киквидзенский, Кумылженский, Нехаевский, Новоаннинский, Новониколаевский, Ольховский, Руднянский, Серафимовичский, Урюпинский, Фроловский районы Волгоградской области | 78 (на март 2020)  | 4 (2 мужской и 2 женских) | 6          | Данные с сайта епархии                 |

### Вологодская митрополия
| Епархия         | Основана  | Правящий архиерей                                    | Территория | Приходов  | Монастырей                | Благочиний | Примечания                |
| --------------- | --------- | ---------------------------------------------------- | --- | --------- | ------------------------- | ---------- | ------------------------- |
| Великоустюжская | 1682 2014 | епископ Великоустюжский и Тотемский Фотий (Евтихеев) | округа Вологодской области: Бабушкинский, Великоустюгский, Кич-Городецкий, Никольский, Нюксенский, Тарногский, Тотемский                                                               | 18 храмов | 1 (мужской)               | 4          | Данные с сайта митрополии |
| Вологодская     | 1556      | митрополит Вологодский и Кирилловский Савва (Михеев) | округа Вологодской области: Вожегодский, Вологда, Вологодский, Верховажский, Грязовецкий, Кирилловский, Междуреченский, Сокольский, Сямженский, Усть-Кубинский, Харовский, Шекснинский | 119       | 9 (7 мужских и 2 женских) | 16         | Данные с сайта митрополии |
| Череповецкая    | 1931 2014 | епископ Череповецкий и Белозерский Игнатий (Суранов) | округа Вологодской области: Бабаевский, Белозерский, Вашкинский, Вытегорский, Кадуйский, Устюженский, Чагодощенский, Череповец, Череповецкий                                           | 66        | нет                       | 9          | Данные с сайта митрополии |

### Воронежская митрополия
| Епархия        | Основана | Правящий архиерей                                      | Территория | Приходов   | Монастырей                | Благочиний | Примечания             |
| -------------- | -------- | ------------------------------------------------------ | --- | ---------- | ------------------------- | ---------- | ---------------------- |
| Борисоглебская | 2013     | епископ Борисоглебский и Бутурлинский Сергий (Копылов) | Аннинский, Бобровский, Борисоглебский, Бутурлиновский, Грибановский, Новохопёрский, Панинский, Поворинский, Таловский, Терновский, Эртильский районы Воронежской области                                         | 95         | 1 (мужской)               | 8          | Данные с сайта епархии |
| Воронежская    | 1682     | митрополит Воронежский и Лискинский Леонтий (Козлов)   | Воронеж, Нововоронеж; Верхнехавский, Каширский, Лискинский, Нижнедевицкий, Новоусманский, Рамонский, Семилукский, Хохольский районы Воронежской области                                                          | 219 храмов | 3 (1 мужской и 2 женских) | 13         | Данные с сайта епархии |
| Россошанская   | 2013     | епископ Россошанский и Острогожский Дионисий (Шумилин) | Богучарский, Верхнемамонский, Воробьёвский, Калачеевский, Каменский, Кантемировский, Ольховатский, Острогожский, Павловский. Петропавловский, Подгорненский, Репьёвский, Россошанский районы Воронежской области | 119 храмов | 2 (1 мужской и 1 женский) | 8          | Данные с сайта епархии |

### Вятская митрополия
| Епархия   | Основана | Правящий архиерей                                | Территория | Приходов  | Монастырей                | Благочиний | Примечания             |
| --------- | -------- | ------------------------------------------------ | --- | --------- | ------------------------- | ---------- | ---------------------- |
| Вятская   | 1657     | митрополит Вятский и Слободской Марк (Тужиков)   | Киров; Верхошижемский, Кирово-Чепецкий, Куменский, Оричевский, Орловский, Слободской, Советский, Юрьянский районы Кировской области | 83        | 3 (1 мужской и 2 женских) | 9          | Данные с сайта епархии |
| Уржумская | 2012     | епископ Уржумский и Омутнинский Всеволод (Понич) | Афанасьевский, Белохолуницкий, Богородский, Верхнекамский, Вятско-Полянский, Зуевский, Кильмезский, Лебяжский, Малмыжский, Нагорский, Немский, Нолинский, Омутнинский, Сунский, Унинский, Уржумский, Фаленский районы Кировской области | 102 храма | 1 (женский)               | 6          | Данные с сайта епархии |
| Яранская  | 2012     | епископ Яранский и Лузский Паисий (Кузнецов)     | Арбажский, Даровский, Кикнурский, Котельнический, Лузский, Мурашинский, Опаринский, Пижанский, Подосиновский, Санчурский, Свечинский, Тужинский, Шабалинский, Яранский районы Кировской области                                         | 57        | 2 (женских)               | 3          | Данные с сайта епархии |

### Донская митрополия
| Епархия                   | Основана | Правящий архиерей                                        | Территория | Приходов | Монастырей                | Благочиний | Примечания             |
| ------------------------- | -------- | -------------------------------------------------------- | --- | -------- | ------------------------- | ---------- | ---------------------- |
| Волгодонская              | 2011     | епископ Волгодонский и Сальский Антоний (Азизов)         | Волгодонск; Белокалитвинский, Весёловский, Волгодонской, Дубовский, Егорлыкский, Заветинский, Зерноградский, Зимовниковский, Кагальницкий, Константиновский, Мартыновский, Милютинский, Морозовский, Орловский, Песчанокопский, Пролетарский, Ремонтненский, Сальский, Семикаракорский, Тацинский, Усть-Донецкий, Целинский, Цимлянский районы Ростовской области | 148      | нет                       | 12         | Данные с сайта епархии |
| Ростовская                | 1919     | митрополит Ростовский и Новочеркасский Меркурий (Иванов) | Ростов-на-Дону, Азов, Батайск, Новочеркасск, Таганрог; Азовский, Аксайский, Куйбышевский, Матвеево-Курганский, Мясниковский, Неклиновский районы Ростовской области | 198      | 2 (1 мужской и 1 женский) | 19         | Данные с сайта епархии |
| Таганрогское викариатство | 1919     | епископ Артемий (Кузьмин)                                | Ростов-на-Дону, Азов, Батайск, Новочеркасск, Таганрог; Азовский, Аксайский, Куйбышевский, Матвеево-Курганский, Мясниковский, Неклиновский районы Ростовской области | 198      | 2 (1 мужской и 1 женский) | 19         | Данные с сайта епархии |
| Шахтинская                | 2011     | епископ Шахтинский и Миллеровский Симон (Морозов)        | г.о. Гуково, Донецк, Зверево, Каменск-Шахтинский, Новошахтинск, Шахты; Багаевский, Боковский, Верхнедонской, Каменский, Кашарский, Красносулинский, Миллеровский, Обливский, Октябрьский, Родионово-Несветайский, Советский, Тарасовский, Чертковский, Шолоховский районы Ростовской области                                                                      | 184      | 1 (мужской)               | 18         | Данные с сайта епархии |

### Екатеринбургская митрополия
| Епархия          | Основана | Правящий архиерей                                                                              | Территория | Приходов                  | Монастырей                | Благочиний | Примечания                             |
| ---------------- | -------- | ---------------------------------------------------------------------------------------------- | --- | ------------------------- | ------------------------- | ---------- | -------------------------------------- |
| Алапаевская      | 2018     | епископ Алапаевский и Ирбитский Сергий (Зайчиков)                                              | Ирбитское, Махнёвское, Алапаевское муниципальные образования, Артёмовский, Режевской, Тавдинский, Туринский городские округа, Байкаловский, Слободо-Туринский, Таборинский районы, города Алапаевск, Ирбит Свердловской области                     | 91 (на декабрь 2022)      | 3 (1 мужской и 2 женских) | 6          | Данные с сайта епархии                 |
| Екатеринбургская | 1833     | митрополит Екатеринбургский и Верхотурский Евгений (Кульберг)                                  | Свердловская область (кроме территорий, отошедших к Алапаевской, Каменской, Нижнетагильской и Серовской епархиям) | 232 (на январь 2012)      | 7 (4 мужских и 3 женских) | 14         | Данные с сайта Московского патриархата |
| Каменская        | 2011     | епископ Каменский и Камышловский Мефодий (Кондратьев)                                          | Асбестовский, Белоярский, Богдановичский, Верхнедубровский, Заречный, Каменский, Каменск-Уральский, Камышловский, Малышевский, Пышминский, Рефтинский, Сухоложский, Талицкий, Тугулымский городские округа, Камышловский район Свердловской области | 207 (на ноябрь 2014)      | 4 (2 мужских и 2 женских) | 13         | Данные с сайта Московского патриархата |
| Нижнетагильская  | 2011     | вакантна; временно управляющий — митрополит Екатеринбургский и Верхотурский Евгений (Кульберг) | Верхне-Нейвинский, Верхнесалдинский, Верхнетагильский, Горноуральский, Качканарский, Кировградский, Красноуральский, Кушвинский, Лесной, Невьянский, Нижнесалдинский, Нижнетагильский, Новоуральский городские округа Свердловской области          | 91 храм (на декабрь 2018) | 3 (2 мужских и 1 женский) | 5          | Данные с сайта епархии                 |
| Серовская        | 2018     | епископ Серовский и Краснотурьинский Феогност (Дмитриев)                                       | Верхотурский (кроме города Верхотурье), Волчанский, Гаринский, Ивдельский, Карпинский, Краснотурьинский, Нижнетуринский, Новолялинский, Пелымский, Североуральский, Серовский и Сосьвинский городские округа Свердловской области                   | 54 (на июль 2018)         | 2 (1 мужской и 1 женский) | 4          | Данные с сайта Московского патриархата |

### Забайкальская митрополия
| Епархия    | Основана | Правящий архиерей                                                | Территория | Приходов                    | Монастырей                | Благочиний | Примечания             |
| ---------- | -------- | ---------------------------------------------------------------- | --- | --------------------------- | ------------------------- | ---------- | ---------------------- |
| Нерчинская | 2014     | епископ Нерчинский и Краснокаменский Макарий (Муминов)           | Агинский, Александро-Заводской, Балейский, Борзинский, Газимуро-Заводской, Дульдургинский, Забайкальский, Калганский, Каларский, Карымский, Краснокаменский, Могойтуйский, Могочинский, Нерчинский, Нерчинско-Заводской, Оловяннинский, Ононский, Приаргунский, Сретенский, Тунгиро-Олёкминский, Тунгокоченский, Чернышевский, Шелопугинский, Шилкинский районы Забайкальского края | 42 (на сентябрь 2018)       | нет                       | 4          | Данные с сайта епархии |
| Читинская  | 1894     | митрополит Читинский и Петровск-Забайкальский Димитрий (Елисеев) | город Чита; Акшинский, Красночикойский, Кыринский, Петровск-Забайкальский, Улётовский, Хилокский и Читинский районы Забайкальского края | 27 храмов (на декабрь 2022) | 2 (1 мужской и 1 женский) | 2          | Данные с сайта епархии |

### Ивановская митрополия
| Епархия              | Основана | Правящий архиерей                                             | Территория | Приходов            | Монастырей                | Благочиний | Примечания                             |
| -------------------- | -------- | ------------------------------------------------------------- | --- | ------------------- | ------------------------- | ---------- | -------------------------------------- |
| Иваново-Вознесенская | 1920     | митрополит Иваново-Вознесенский и Вичугский Иосиф (Македонов) | Иваново; Вичугский, Ивановский, Приволжский и Фурмановский районы Ивановской области                                                          | 60 (на январь 2016) | 4 (2 мужских и 2 женских) | 9          | Данные с сайта Московского патриархата |
| Кинешемская          | 2012     | епископ Кинешемский и Палехский Иларион (Кайгородцев)         | Верхнеландеховский, Заволжский, Кинешемский, Лухский, Палехский, Пестяковский, Пучежский, Родниковский и Юрьевецкий районы Ивановской области | 80 (на июнь 2020)   | 2 (1 мужской и 1 женский) | 10         | Данные с сайта Московского патриархата |
| Шуйская              | 2012     | епископ Шуйский и Тейковский Иоанн (Руденко)                  | Гаврилово-Посадский, Ильинский, Комсомольский, Лежневский, Савинский, Тейковский, Шуйский и Южский районы Ивановской области                  | 71 (на апрель 2013) | 6 (4 мужских и 2 женских) | 9          | Данные с сайта Московского патриархата |

### Иркутская митрополия
| Епархия   | Основана | Правящий архиерей                                      | Территория | Приходов  | Монастырей  | Благочиний | Примечания             |
| --------- | -------- | ------------------------------------------------------ | --- | --------- | ----------- | ---------- | ---------------------- |
| Братская  | 2011     | епископ Братский и Усть-Илимский Константин (Мануйлов) | г.о Братск, Усть-Илимск; Бодайбинский, Братский, Казачинско-Ленский, Катангский, Киренский, Мамско-Чуйский, Нижнеилимский, Усть-Илимский, Усть-Кутский районы Иркутской области | 49 храмов | нет         | 6          | Данные с сайта епархии |
| Иркутская | 1706     | митрополит Иркутский и Ангарский Максимилиан (Клюев)   | г.о Ангарский, Иркутск, Свирск, Усолье-Сибирское, Черемхово; Аларский, Баяндаевский, Боханский, Жигаловский, Заларинский, Иркутский, Качугский, Нукутский, Ольхонский, Осинский, Слюдянский, Усольский, Усть-Удинский, Черемховский, Шелеховский, Эхирит-Булагатский районы Иркутской области | 130       | 1 (женский) | 12         | Данные с сайта епархии |
| Саянская  | 2011     | епископ Саянский и Нижнеудинский Алексий (Муляр)       | г.о. Зима, Саянск, Тулун; Балаганский, Зиминский, Куйтунский, Нижнеудинский, Тайшетский, Тулунский, Чунский районы Иркутской области | 33 храма  | нет         | 4          | Данные с сайта епархии |

### Калининградская митрополия
| Епархия         | Основана | Правящий архиерей                                        | Территория | Приходов            | Монастырей  | Благочиний | Примечания                             |
| --------------- | -------- | -------------------------------------------------------- | --- | ------------------- | ----------- | ---------- | -------------------------------------- |
| Калининградская | 2009     | митрополит Балтийский и Светлогорский Серафим (Мелконян) | округа Калининградской области: Багратионовский, Балтийский, Гурьевский, Зеленоградский, Калининград, Ладушкинский, Мамоновский, Пионерский, Светловский, Светлогорский, Янтарный | 57 (на апрель 2020) | 1 (женский) | 3          | Данные с сайта Московского патриархата |
| Черняховская    | 2016     | епископ Черняховский и Славский Николай (Дегтярёв)       | округа Калининградской области: Гвардейский, Гусевский, Краснознаменский, Неманский, Нестеровский, Озёрский, Полесский, Правдинский, Славский, Советский, Черняховский            | 17 (на 2016)        | 1 (женский) | 2          |                                        |

### Калужская митрополия
| Епархия     | Основана | Правящий архиерей                                           | Территория | Приходов             | Монастырей                                                    | Благочиний | Примечания                |
| ----------- | -------- | ----------------------------------------------------------- | --- | -------------------- | ------------------------------------------------------------- | ---------- | ------------------------- |
| Калужская   | 1799     | митрополит Калужский и Боровский Климент (Капалин)          | г.о. Калуга, Обнинск; Бабынинский, Боровский, Дзержинский, Жуковский, Малоярославецкий, Медынский, Мещовский, Перемышльский, Тарусский, Ферзиковский округа Калужской области | 224 храма            | 6 (3 мужских и 3 женских); 3 мужских скита и 1 женская община | 11         | Данные с сайта митрополии |
| Козельская  | 2013     | епископ Козельский и Людиновский Макарий (Комогоров)        | Думиничский, Жиздринский, Козельский, Людиновский, Сухиничский, Ульяновский, Хвастовичский округа Калужской области                                                           | 52 (на октябрь 2013) | 1 (мужской)                                                   | 7          | Данные с сайта митрополии |
| Песоченская | 2013     | архиепископ Песоченский и Юхновский Максимилиан (Лазаренко) | Барятинский, Износковский, Кировский, Куйбышевский, Мосальский, Спас-Деменский, Юхновский округа Калужской области                                                            | 17                   | 2 (1 мужской и 1 женский)                                     | 3          | Данные с сайта епархии    |

### Карельская митрополия
| Епархия        | Основана | Правящий архиерей                                           | Территория | Приходов | Монастырей                | Благочиний | Примечания             |
| -------------- | -------- | ----------------------------------------------------------- | --- | -------- | ------------------------- | ---------- | ---------------------- |
| Костомукшская  | 2013     | епископ Костомукшский и Кемский Борис (Баранов)             | Беломорский, Калевальский, Кемский, Костомукшский, Лоухский, Муезерский и Сегежский районы Карелии                                                                      | 23       | 1 (мужской)               | 7          | Данные с сайта епархии |
| Петрозаводская | 1828     | митрополит Петрозаводский и Карельский Константин (Горянов) | города Петрозаводск и Сортавала; Кондопожский, Лахденпохский, Медвежьегорский, Олонецкий, Питкярантский, Прионежский, Пряжинский, Пудожский и Суоярвский районы Карелии | 64       | 8 (7 мужских и 1 женский) | 5          | Данные с сайта епархии |

### Костромская митрополия
| Епархия     | Основана | Правящий архиерей                                    | Территория | Приходов | Монастырей                | Благочиний | Примечания             |
| ----------- | -------- | ---------------------------------------------------- | --- | -------- | ------------------------- | ---------- | ---------------------- |
| Галичская   | 2016     | епископ Галичский и Макарьевский Алексий (Елисеев)   | округа Костромской области: Антроповский, Вохомский, Галич, Галичский, Кадыйский, Кологривский, Макарьевский, Мантуровский, Межевский, Нейский, Октябрьский, Островский, Павинский, Парфеньевский, Поназыревский, Пыщугский, Солигаличский, Чухломский, Шарья, Шарьинский |          | 3 (1 мужской и 2 женских) |            |                        |
| Костромская | 1744     | митрополит Костромской и Нерехтский Ферапонт (Кашин) | округа Костромской области: Буй, Буйский, Волгореченск, Кострома, Костромской, Красносельский, Нерехтский, Судиславский, Сусанинский | 129      | 8 (2 мужских и 6 женских) | 8          | Данные с сайта епархии |

### Красноярская митрополия
| Епархия      | Основана  | Правящий архиерей                                       | Территория | Приходов | Монастырей                | Благочиний | Примечания             |
| ------------ | --------- | ------------------------------------------------------- | --- | -------- | ------------------------- | ---------- | ---------------------- |
| Енисейская   | 1861 2011 | епископ Енисейский и Лесосибирский Игнатий (Голинченко) | округа Красноярского края: Большемуртинско-Сухобузимский, Енисейский, Казачинско-Пировский, Мотыгинский, Северо-Енисейский | 53       | 3 (2 мужских и 1 женский) | 6          | Данные с сайта епархии |
| Канская      | 2011      | епископ Канский и Богучанский Вячеслав (Сорокин)        | округа Красноярского края: Абанский, Богучанский, Дзержинско-Тасеевский, Иланско-Нижнеингашский, Ирбейско-Саянский, Канский, Кежемский, Манско-Уярский, Рыбинский, ЗАТО Зеленогорск                                                                              | 32       | нет                       | 6          | Данные с сайта епархии |
| Красноярская | 1942 1990 | митрополит Красноярский и Ачинский Никита (Ананьев)     | округа Красноярского края: Ачинский, Балахтинско-Новосёловский, Бирилюсский, Боготольский, Дивногорск, Емельяновский, Красноярск, Козульский, Манско-Уярский, Назаровский, Сосновоборский, Ужурский, Шарыповский, Эвенкийский, ЗАТО Железногорск, ЗАТО Солнечный | 161      | 2 (1 мужской и 1 женский) | 7          | Данные с сайта епархии |
| Минусинская  | 1923 2018 | епископ Минусинский и Курагинский Серафим (Пасанаев)    | округа Красноярского края: Ермаковский, Идринско-Краснотуранский, Каратузский, Курагинский, Минусинский, Шушенский |          | 1 (1 женский)             |            |                        |
| Норильская   | 2014      | епископ Норильский и Туруханский Агафангел (Дайнеко)    | округа Красноярского края: Норильск, Таймырский Долгано-Ненецкий, Туруханский | 22 храма | 1 (мужской)               | 3          | Данные с сайта епархии |

### Крымская митрополия
| Епархия                    | Основана | Правящий архиерей                                         | Территория | Приходов              | Монастырей                | Благочиний | Примечания                             |
| -------------------------- | -------- | --------------------------------------------------------- | --- | --------------------- | ------------------------- | ---------- | -------------------------------------- |
| Джанкойская                | 2008     | епископ Джанкойский и Раздольненский Алексий (Овсянников) | округа Армянск, Джанкой, Красноперекопск; Джанкойский, Красногвардейский, Красноперекопский, Нижнегорский, Первомайский, Раздольненский, Советский районы Республики Крым | 134 (на февраль 2015) | нет                       | 7          | Данные с сайта Московского патриархата |
| Симферопольская            | 1859     | митрополит Симферопольский и Крымский Тихон (Шевкунов)    | округа Алушта, Евпатория, Саки, Симферополь, Ялта; Бахчисарайский, Белогорский, Кировский, Сакский, Симферопольский, Черноморский районы Республики Крым; Севастополь     | 252 (на декабрь 2019) | 8 (6 мужских и 2 женских) | 9          | Данные с сайта епархии                 |
| Ялтинское викариатство     | 1859     | епископ Нестор (Доненко)                                  | округа Алушта, Евпатория, Саки, Симферополь, Ялта; Бахчисарайский, Белогорский, Кировский, Сакский, Симферопольский, Черноморский районы Республики Крым; Севастополь     | 252 (на декабрь 2019) | 8 (6 мужских и 2 женских) | 9          | Данные с сайта епархии                 |
| Феодосийская               | 2012     | епископ Феодосийский и Керченский Иларион (Карандеев)     | округа Керчь, Судак, Феодосия; Ленинский район Республики Крым | 54 (на апрель 2020)   | 2 (1 мужской и 1 женский) | 2          | Данные с сайта Московского патриархата |
| Коктебельское викариатство | 2012     | епископ Агафон (Опанасенко)                               | округа Керчь, Судак, Феодосия; Ленинский район Республики Крым | 54 (на апрель 2020)   | 2 (1 мужской и 1 женский) | 2          | Данные с сайта Московского патриархата |

### Кубанская митрополия
| Епархия          | Основана  | Правящий архиерей                                         | Территория | Приходов   | Монастырей                | Благочиний | Примечания             |
| ---------------- | --------- | --------------------------------------------------------- | --- | ---------- | ------------------------- | ---------- | ---------------------- |
| Армавирская      | 2013      | епископ Армавирский и Лабинский Савва (Лесных)            | г.о. Армавир; Гулькевичский, Курганинский, Лабинский, Мостовский, Новокубанский, Отрадненский, Успенский, Усть-Лабинский районы Краснодарского края                   | 132 храма  |                           | 9          | Данные с сайта епархии |
| Ейская           | 2013      | епископ Ейский и Тимашёвский Серафим (Лопухов)            | Ленинградский, Приморско-Ахтарский округа; Брюховецкий, Ейский, Калининский, Каневской, Кущёвский, Староминский, Тимашёвский, Щербиновский районы Краснодарского края |            |                           | 10         |                        |
| Екатеринодарская | 1919      | митрополит Екатеринодарский и Кубанский Василий (Кулаков) | округа Горячий Ключ, Краснодар; Абинский, Апшеронский, Белореченский, Динской, Красноармейский, Северский районы Краснодарского края                                  | 177 храмов | 2 (женских)               | 19         | Данные с сайта епархии |
| Новороссийская   | 1919 2013 | епископ Новороссийский и Геленджикский Сергий (Зятьков)   | округа Анапа, Геленджик, Новороссийск; Крымский, Славянский, Темрюкский районы Краснодарского края                                                                    | 97 храмов  | нет                       | 6          | Данные с сайта епархии |
| Сочинская        | 2018      | епископ Сочинский и Туапсинский Герман (Камалов)          | Сириус, Сочи, Туапсинский округа Краснодарского края | 60         | 2 (1 мужской и 1 женский) | 7          | Данные с сайта епархии |
| Тихорецкая       | 2013      | епископ Тихорецкий и Кореновский Стефан (Кавтарашвили)    | Белоглинский, Выселковский, Кавказский, Кореновский, Крыловский, Новопокровский, Павловский, Тбилисский, Тихорецкий районы Краснодарского края                        |            |                           |            |                        |

### Кузбасская митрополия
| Епархия                 | Основана | Правящий архиерей                                         | Территория | Приходов            | Монастырей  | Благочиний | Примечания                             |
| ----------------------- | -------- | --------------------------------------------------------- | --- | ------------------- | ----------- | ---------- | -------------------------------------- |
| Кемеровская             | 1993     | митрополит Кемеровский и Прокопьевский Аристарх (Смирнов) | округа Кемеровской области: Беловский городской, Беловский муниципальный, Берёзовский, Гурьевский, Кемеровский городской, Кемеровский муниципальный, Киселёвский, Крапивинский, Ленинск-Кузнецкий, Прокопьевский городской, Прокопьевский муниципальный | 86 (на январь 2013) | 2 (женских) | 12         | Данные с сайта Московского патриархата |
| Гурьевское викариатство | 1993     | епископ Даниил (Кузнецов)                                 | округа Кемеровской области: Беловский городской, Беловский муниципальный, Берёзовский, Гурьевский, Кемеровский городской, Кемеровский муниципальный, Киселёвский, Крапивинский, Ленинск-Кузнецкий, Прокопьевский городской, Прокопьевский муниципальный | 86 (на январь 2013) | 2 (женских) | 12         | Данные с сайта Московского патриархата |
| Мариинская              | 2012     | епископ Мариинский и Юргинский Иннокентий (Ветров)        | округа Кемеровской области: Анжеро-Судженский, Ижморский, Мариинский, Промышленновский, Тайгинский, Тисульский, Топкинский, Тяжинский, Чебулинский, Юргинский городской, Юргинский муниципальный, Яйский, Яшкинский                                     | 45                  | нет         | 5          | Данные с сайта епархии                 |
| Новокузнецкая           | 2012     | епископ Новокузнецкий и Таштагольский Владимир (Агибалов) | округа Кемеровской области: Калтанский, Междуреченский, Мысковский, Новокузнецкий городской, Новокузнецкий муниципальный, Осинниковский, Таштагольский                                                                                                  | 50 (на ноябрь 2014) | 1 (мужской) | 5          | Данные с сайта Московского патриархата |

### Курганская митрополия
| Епархия    | Основана | Правящий архиерей                                      | Территория | Приходов | Монастырей                | Благочиний | Примечания             |
| ---------- | -------- | ------------------------------------------------------ | --- | -------- | ------------------------- | ---------- | ---------------------- |
| Курганская | 1993     | митрополит Курганский и Белозерский Даниил (Доровских) | округа Курганской области: Белозерский, Варгашинский, Кетовский, Курган, Лебяжьевский, Макушинский, Мокроусовский, Петуховский, Половинский, Притобольный, Частоозерский                                                    | 71       | 1 (мужской)               | 5          | Данные с сайта епархии |
| Шадринская | 2015     | епископ Шадринский и Далматовский Владимир (Маштанов)  | округа Курганской области: Альменевский, Далматовский, Звериноголовский, Каргапольский, Катайский, Куртамышский, Мишкинский, Сафакулевский, Целинный, Шадринск, Шадринский, Шатровский, Шумихинский, Щучанский, Юргамышский | 39       | 3 (1 мужской и 2 женских) | 5          | Данные с сайта епархии |

### Курская митрополия
| Епархия        | Основана | Правящий архиерей                                      | Территория | Приходов                     | Монастырей                | Благочиний | Примечания                             |
| -------------- | -------- | ------------------------------------------------------ | --- | ---------------------------- | ------------------------- | ---------- | -------------------------------------- |
| Железногорская | 2012     | епископ Железногорский и Льговский Паисий (Юрков)      | Дмитриевский, Железногорский, Конышевский, Льговский, Фатежский и Хомутовский районы Курской области                                                                     | 75 (на февраль 2019)         | нет                       | 6          | Данные с сайта Московского патриархата |
| Курская        | 1799     | митрополит Курский и Рыльский Герман (Моралин)         | Беловский, Глушковский, Золотухинский, Кореневский, Курский, Курчатовский, Медвенский, Обоянский, Октябрьский, Поныровский, Рыльский и Суджанский районы Курской области | 185 храмов (на февраль 2019) | 7 (4 мужских и 3 женских) | 13         | Данные с сайта Московского патриархата |
| Щигровская     | 2012     | епископ Щигровский и Мантуровский Феогност (Ильницкий) | Горшеченский, Касторненский, Мантуровский, Пристенский, Советский, Солнцевский, Тимский, Черемисиновский и Щигровский районы Курской области                             | 65                           | нет                       | 7          | Данные с сайта епархии                 |

### Липецкая митрополия
| Епархия                | Основана  | Правящий архиерей                                  | Территория | Приходов  | Монастырей                | Благочиний | Примечания             |
| ---------------------- | --------- | -------------------------------------------------- | --- | --------- | ------------------------- | ---------- | ---------------------- |
| Елецкая                | 2013      | епископ Елецкий и Лебедянский Максим (Дмитриев)    | Елецкий, Данковский, Долгоруковский, Измалковский, Краснинский, Лев-Толстовский, Лебедянский, Становлянский и Чаплыгинский районы Липецкой области | 83 храма  | 5 (1 мужской и 4 женских) | 8          | Данные с сайта епархии |
| Липецкая               | 1934 2003 | митрополит Липецкий и Задонский Арсений (Епифанов) | Липецкий г.о.; Воловский, Грязинский, Добринский, Добровский, Задонский, Липецкий, Тербунский, Усманский, Хлевенский районы Липецкой области       | 203 храма | 5 (2 мужских и 3 женских) | 10         | Данные с сайта епархии |
| Усманское викариатство | 1934 2003 | епископ Евфимий (Максименко)                       | Липецкий г.о.; Воловский, Грязинский, Добринский, Добровский, Задонский, Липецкий, Тербунский, Усманский, Хлевенский районы Липецкой области       | 203 храма | 5 (2 мужских и 3 женских) | 10         | Данные с сайта епархии |

### Марийская митрополия
| Епархия         | Основана | Правящий архиерей                                       | Территория | Приходов             | Монастырей                | Благочиний | Примечания                             |
| --------------- | -------- | ------------------------------------------------------- | --- | -------------------- | ------------------------- | ---------- | -------------------------------------- |
| Волжская        | 2017     | епископ Волжский и Сернурский Феофан (Данченков)        | г.о. Волжск; Волжский, Куженерский, Мари-Турекский, Моркинский, Новоторъяльский, Параньгинский и Сернурский районы Марий Эл               |                      |                           |            |                                        |
| Йошкар-Олинская | 1993     | митрополит Йошкар-Олинский и Марийский Иоанн (Тимофеев) | г.о. Йошкар-Ола, Козьмодемьянск; Горномарийский, Звениговский, Килемарский, Медведевский, Оршанский, Советский и Юринский районы Марий Эл | 67 (на октябрь 2019) | 2 (1 мужской и 1 женский) | 5          | Данные с сайта Московского патриархата |

### Мордовская митрополия
| Епархия          | Основана | Правящий архиерей                                          | Территория | Приходов     | Монастырей                | Благочиний | Примечания             |
| ---------------- | -------- | ---------------------------------------------------------- | --- | ------------ | ------------------------- | ---------- | ---------------------- |
| Ардатовская      | 2011     | епископ Ардатовский и Атяшевский Мелетий (Кисняшкин)       | Ардатовский, Атяшевский, Большеберезниковский, Большеигнатовский, Дубёнский, Чамзинский районы Мордовии                                                    | 85 (на 2013) | 1 (мужской)               | 6          | Данные с сайта епархии |
| Краснослободская | 2011     | епископ Краснослободский и Темниковский Климент (Родайкин) | Атюрьевский, Ельниковский, Зубово-Полянский, Краснослободский, Старошайговский, Темниковский, Теньгушевский, Торбеевский районы Мордовии                   | 118          | 6 (4 мужских и 2 женских) | 9          | Данные с сайта епархии |
| Саранская        | 1991     | митрополит Саранский и Мордовский Зиновий (Корзинкин)      | г.о. Саранск, Ковылкино, Рузаевка; Инсарский, Ичалковский, Кадошкинский, Ковылкинский, Кочкуровский, Лямбирский, Рузаевский, Ромодановский районы Мордовии | 144          | 6 (3 мужских и 3 женских) | 15         | Данные с сайта епархии |

### Московская митрополия
| Епархия            | Основана  | Правящий архиерей                                            | Территория | Приходов  | Монастырей                                  | Благочиний | Примечания             |
| ------------------ | --------- | ------------------------------------------------------------ | --- | --------- | ------------------------------------------- | ---------- | ---------------------- |
| Балашихинская      | 2021      | епископ Балашихинский и Орехово-Зуевский Николай (Погребняк) | округа Московской области: Балашиха, Богородский, Лосино-Петровский, Орехово-Зуевский, Павловский Посад, Реутов, Фрязино, Черноголовка, Шатура, Щёлково, Электросталь, ЗАТО Звёздный городок        | 164       | 4 (3 мужских и 1 женский)                   | 8          | Данные с сайта епархии |
| Коломенская        | 1350 2021 | митрополит Крутицкий и Коломенский Павел (Пономарёв)         | округа Московской области: Бронницы, Воскресенск, Егорьевск, Жуковский, Зарайск, Кашира, Коломна, Луховицы, Раменский, Серебряные Пруды                                                             |           | 8 (3 мужских и 5 женских)                   | 18         |                        |
| Одинцовская        | 2021      | архиепископ Одинцовский и Красногорский Фома (Мосолов)       | округа Московской области: Волоколамский, Истра, Красногорск, Лотошино, Можайский, Наро-Фоминский, Одинцовский, Рузский, Шаховская, ЗАТО Власиха, ЗАТО Восход, ЗАТО Краснознаменск, ЗАТО Молодёжный |           |                                             | 10         |                        |
| Подольская         | 2021      | архиепископ Подольский и Люберецкий Аксий (Лобов)            | округа Московской области: Домодедово, Котельники, Ленинский, Лыткарино, Люберцы, Подольск, Серпухов, Ступино, Чехов                                                                                | 234 храма | 3 (1 мужской и 2 женских); 1 скит (женский) | 9          | Данные с сайта епархии |
| Сергиево-Посадская | 2021      | епископ Сергиево-Посадский и Дмитровский Кирилл (Зинковский) | округа Московской области: Дмитровский, Долгопрудный, Дубна, Клин, Королёв, Лобня, Мытищи, Пушкинский, Сергиево-Посадский, Солнечногорск, Талдомский, Химки                                         |           | 4 (4 мужских и 2 женских)                   | 13         |                        |

### Мурманская митрополия
| Епархия       | Основана | Правящий архиерей                                       | Территория | Приходов | Монастырей                | Благочиний | Примечания             |
| ------------- | -------- | ------------------------------------------------------- | --- | -------- | ------------------------- | ---------- | ---------------------- |
| Мурманская    | 1995     | митрополит Мурманский и Мончегорский Митрофан (Баданин) | округа Мурманской области: Апатиты, Кандалакшский, Кировск, Ковдорский, Кольский, Ловозерский, Мончегорск, Мурманск, Оленегорск, Полярные Зори | 64 храма | 2 (1 мужской и 1 женский) | 8          | Данные с сайта епархии |
| Североморская | 2013     | епископ Североморский и Умбский Тарасий (Перов)         | округа Мурманской области: Печенгский, Терский, ЗАТО Александровск, ЗАТО Видяево, ЗАТО Заозёрск, ЗАТО Островной, ЗАТО Североморск              | 28       | 1 (мужской)               | 4          | Данные с сайта епархии |

### Нижегородская митрополия
| Епархия                             | Основана | Правящий архиерей                                                                         | Территория | Приходов | Монастырей                | Благочиний | Примечания             |
| ----------------------------------- | -------- | ----------------------------------------------------------------------------------------- | --- | -------- | ------------------------- | ---------- | ---------------------- |
| Выксунская                          | 2012     | епископ Выксунский и Павловский Гедеон (Губка)                                            | округа Нижегородской области: Ардатовский, Вачский, Вознесенский, Володарский, Выкса, Кулебаки, Навашинский, Павловский, Сосновский, Чкаловск | 109      | 4 (1 мужской и 3 женских) | 10         | Данные с сайта епархии |
| Городецкая                          | 2012     | епископ Городецкий и Ветлужский Парамон (Голубка)                                         | округа Нижегородской области: Варнавинский, Ветлужский, Воскресенский, Городецкий, Краснобаковский, Ковернинский, Сокольский, Семёновский, Тонкинский, Тоншаевский, Уренский, Шаранский, Шахунья                                                                                | 87       | 4 (2 мужских и 2 женский) | 9          | Данные с сайта епархии |
| Лысковская                          | 2012     | вакантна; временно управляющий — митрополит Нижегородский и Арзамасский Георгий (Данилов) | округа Нижегородской области: Большеболдинский, Большемурашкинский, Бутурлинский, Вадский, Воротынский, Гагинский, Княгининский, Краснооктябрьский, Лукояновский, Лысковский, Первомайск, Перевозский, Пильнинский, Починковский, Сергачский, Сеченовский, Спасский, Шатковский | 143      | 1 (женский)               | 17         | Данные с сайта епархии |
| Нижегородская                       | 1672     | митрополит Нижегородский и Арзамасский Георгий (Данилов)                                  | округа Нижегородской области: Арзамас, Балахнинский, Богородский, Бор, Дальнеконстантиновский, Дзержинск, Дивеевский, Нижний Новгород, Саров | 301      | 9 (5 мужских и 4 женских) | 17         | Данные с сайта епархии |
| Балахнинское викариатство           | 1672     | епископ Илия (Быков)                                                                      | округа Нижегородской области: Арзамас, Балахнинский, Богородский, Бор, Дальнеконстантиновский, Дзержинск, Дивеевский, Нижний Новгород, Саров | 301      | 9 (5 мужских и 4 женских) | 17         | Данные с сайта епархии |
| Сормовское викариатство             | 1672     | епископ Иннокентий (Васецкий)                                                             | округа Нижегородской области: Арзамас, Балахнинский, Богородский, Бор, Дальнеконстантиновский, Дзержинск, Дивеевский, Нижний Новгород, Саров | 301      | 9 (5 мужских и 4 женских) | 17         | Данные с сайта епархии |
| Дальнеконстантиновское викариатство | 1672     | епископ Филарет (Гусев)                                                                   | округа Нижегородской области: Арзамас, Балахнинский, Богородский, Бор, Дальнеконстантиновский, Дзержинск, Дивеевский, Нижний Новгород, Саров | 301      | 9 (5 мужских и 4 женских) | 17         | Данные с сайта епархии |

### Новгородская митрополия
| Епархия      | Основана  | Правящий архиерей                                      | Территория | Приходов | Монастырей                | Благочиний | Примечания             |
| ------------ | --------- | ------------------------------------------------------ | --- | -------- | ------------------------- | ---------- | ---------------------- |
| Боровичская  | 1934 2011 | епископ Боровичский и Пестовский Ефрем (Барбинягра)    | округа Новгородской области: Боровичский, Мошенской, Окуловский, Хвойнинский, Пестовский, Любытинский | 53       | 2 (1 мужской и 1 женский) | 4          | Данные с сайта епархии |
| Новгородская | X век     | митрополит Новгородский и Старорусский Лев (Церпицкий) | округа Новгородской области: Батецкий, Валдайский, Великий Новгород, Волотовский, Демянский, Крестецкий, Маловишерский, Марёвский, Новгородский, Парфинский, Поддорский, Солецкий, Старорусский, Холмский, Чудовский, Шимский | 93       | 5 (3 мужских и 2 женских) | 6          | Данные с сайта епархии |

### Новосибирская митрополия
| Епархия       | Основана | Правящий архиерей                                                                      | Территория | Приходов              | Монастырей                | Благочиний | Примечания                             |
| ------------- | -------- | -------------------------------------------------------------------------------------- | --- | --------------------- | ------------------------- | ---------- | -------------------------------------- |
| Искитимская   | 2011     | епископ Искитимский и Черепановский Леонид (Толмачёв)                                  | Болотнинский, Искитимский, Маслянинский, Мошковский, Сузунский, Тогучинский, Черепановский районы Новосибирской области                                                       | 47 (на февраль 2017)  | 2 (мужских)               | 3          | Данные с сайта Московского патриархата |
| Каинская      | 2011     | епископ Каинский и Барабинский Владимир (Бирюков)                                      | Барабинский, Венгеровский, Каргатский, Коченевский, Куйбышевский, Кыштовский, Северный, Татарский, Чановский, Чулымский, Убинский, Усть-Таркский районы Новосибирской области | 17                    | 1 (мужской)               | 3          | Данные с сайта епархии                 |
| Карасукская   | 2011     | вакантна; временно управляющий — митрополит Новосибирский и Бердский Никодим (Чибисов) | Баганский, Доволенский, Здвинский, Карасукский, Кочковский, Краснозерский, Купинский, Ордынский, Чистоозерный районы Новосибирской области                                    | 40 (на март 2016)     | 1 (женский)               | 3          | Данные с сайта митрополии              |
| Новосибирская | 1924     | митрополит Новосибирский и Бердский Никодим (Чибисов)                                  | г.о. Бердск, Кольцово, Новосибирск, Обь; Колыванский, Новосибирский районы Новосибирской области                                                                              | 64 (на сентябрь 2018) | 4 (3 мужских и 1 женский) | 3          | Данные с сайта Московского патриархата |

### Омская митрополия
| Епархия       | Основана | Правящий архиерей                                        | Территория | Приходов             | Монастырей                | Благочиний | Примечания                             |
| ------------- | -------- | -------------------------------------------------------- | --- | -------------------- | ------------------------- | ---------- | -------------------------------------- |
| Исилькульская | 2012     | епископ Исилькульский и Русско-Полянский Феодосий (Гажу) | округа Омской области: Исилькульский, Любинский, Москаленский, Называевский, Нововаршавский, Одесский, Павлоградский, Полтавский, Русско-Полянский, Шербакульский | 13 храмов            |                           | 2          | Данные с сайта епархии                 |
| Калачинская   | 2012     | епископ Калачинский и Муромцевский Силуан (Глазкин)      | округа Омской области: Горьковский, Калачинский, Кормиловский, Муромцевский, Нижнеомский, Оконешниковский, Седельниковский, Черлакский                            | 44 храма             | 3 (2 мужских и 1 женский) | 8          | Данные с сайта епархии                 |
| Омская        | 1895     | митрополит Омский и Прииртышский Дионисий (Порубай)      | округа Омской области: Азовский, Марьяновский, Омск, Омский, Таврический                                                                                          | 154                  | 3 (1 мужской и 2 женских) | 17         | Данные с сайта епархии                 |
| Тарская       | 2012     | епископ Тарский и Тюкалинский Викентий (Брылеев)         | округа Омской области: Большереченский, Большеуковский, Знаменский, Колосовский, Крутинский, Саргатский, Тарский, Тевризский, Тюкалинский, Усть-Ишимский          | 53 (на декабрь 2012) | 1 (мужской)               | 10         | Данные с сайта Московского патриархата |

### Оренбургская митрополия
| Епархия      | Основана | Правящий архиерей                                      | Территория | Приходов              | Монастырей                | Благочиний | Примечания                             |
| ------------ | -------- | ------------------------------------------------------ | --- | --------------------- | ------------------------- | ---------- | -------------------------------------- |
| Бузулукская  | 2011     | епископ Бузулукский и Сорочинский Алексий (Антипов)    | Асекеевский, Бугурусланский, Бузулукский, Грачевский, Илекский, Красногвардейский, Курманаевский, Первомайский, Северный, Сорочинский, Ташлинский и Тоцкий районы Оренбургской области                                                   | 181 (на январь 2021)  | 2 (1 мужской и 1 женский) | 12         | Данные с сайта Московского патриархата |
| Оренбургская | 1799     | митрополит Оренбургский и Саракташский Петр (Мансуров) | Абдулинский, Акбулакский, Александровский, Беляевский, Матвеевский, Новосергиевский, Октябрьский, Оренбургский, Переволоцкий, Пономарёвский, Сакмарский, Саракташский, Соль-Илецкий, Тюльганский, Шарлыкский районы Оренбургской области | 206 (на декабрь 2021) | 4 (2 мужских и 2 женских) | 18         | Данные с сайта епархии                 |
| Орская       | 2011     | епископ Орский и Гайский Ириней (Тафуня)               | г.о. Новотроицк, Орск; Адамовский, Гайский, Домбаровский, Кваркенский, Кувандыкский, Новоорский, Светлинский и Ясненский районы Оренбургской области                                                                                     | 43 (на ноябрь 2012)   | нет                       | 6          | Данные с сайта епархии                 |

### Орловская митрополия
| Епархия   | Основана | Правящий архиерей                                         | Территория | Приходов           | Монастырей                | Благочиний | Примечания                             |
| --------- | -------- | --------------------------------------------------------- | --- | ------------------ | ------------------------- | ---------- | -------------------------------------- |
| Ливенская | 2014     | епископ Ливенский и Малоархангельский Нектарий (Селезнёв) | Верховский, Глазуновский, Должанский, Залегощенский, Колпнянский, Корсаковский, Краснозоренский, Ливенский, Малоархангельский, Новодеревеньковский, Новосильский, Покровский и Свердловский районы Орловской области | более 40           | 5 (3 мужских и 2 женских) | 9          | Данные с сайта Московского патриархата |
| Орловская | 1788     | митрополит Орловский и Болховский Тихон (Доровских)       | Орёл, Мценск; Болховский, Дмитровский, Знаменский, Кромской, Мценский, Орловский, Сосковский, Троснянский, Урицкий, Хотынецкий и Шаблыкинский районы Орловской области                                               | 100 (на июнь 2019) | 5 (2 мужских и 3 женских) | 7          | Данные с сайта Московского патриархата |

### Пензенская митрополия
| Епархия    | Основана  | Правящий архиерей                                       | Территория | Приходов | Монастырей                                  | Благочиний | Примечания             |
| ---------- | --------- | ------------------------------------------------------- | --- | -------- | ------------------------------------------- | ---------- | ---------------------- |
| Кузнецкая  | 1935 2012 | епископ Кузнецкий и Никольский Назарий (Лавриненко)     | Иссинский, Камешкирский, Кузнецкий, Лопатинский, Лунинский, Неверкинский, Никольский и Сосновоборский районы Пензенской области                                                     | 112      | 2 (1 мужских и 1 женских)                   | 8          | Данные с сайта епархии |
| Пензенская | 1799      | митрополит Пензенский и Нижнеломовский Серафим (Домнин) | Пенза, Заречный; Бессоновский, Городищенский, Каменский, Мокшанский, Нижнеломовский, Пензенский, Шемышейский районы Пензенской области                                              | 167      | 4 (2 мужских и 2 женских); 1 скит (мужской) | 12         | Данные с сайта епархии |
| Сердобская | 2012      | епископ Сердобский и Спасский Митрофан (Серёгин)        | Башмаковский, Бековский, Белинский, Вадинский, Земетчинский, Колышлейский, Малосердобинский, Наровчатский, Пачелмский, Сердобский, Спасский и Тамалинский районы Пензенской области | 157      | 5 (3 мужских и 2 женских)                   | 11         | Данные с сайта епархии |

### Пермская митрополия
| Епархия      | Основана | Правящий архиерей                                                                  | Территория | Приходов         | Монастырей                | Благочиний | Примечания                             |
| ------------ | -------- | ---------------------------------------------------------------------------------- | --- | ---------------- | ------------------------- | ---------- | -------------------------------------- |
| Кудымкарская | 2014     | епископ Кудымкарский и Верещагинский Петр (Зобов)                                  | округа Пермского края: Большесосновский, Верещагинский, Гайнский, Ильинский, Карагайский, Косинский, Кочёвский, Кудымкарский, Нытвенский, Оханский, Очёрский, Сивинский, Частинский, Юрлинский, Юсьвинский                                            | 56 (на май 2018) | 1 (женский)               | 3          | Данные с сайта Московского патриархата |
| Пермская     | 1799     | митрополит Пермский и Кунгурский Мефодий (Немцов)                                  | округа Пермского края: Бардымский, Берёзовский, Добрянский, Еловский, Кишертский, Краснокамский, Куединский, Кунгурский, Лысьвенский, Октябрьский, Ординский, Осинский, Пермский, Пермь, Суксунский, Уинский, Чайковский, Чернушинский, ЗАТО Звёздный |                  | 7 (3 мужских и 4 женских) | 16         | Данные с сайта Московского патриархата |
| Соликамская  | 2014     | вакантна; временно управляющий — митрополит Пермский и Кунгурский Мефодий (Немцов) | округа Пермского края: Александровский, Березниковский, Горнозаводский, Губахинский, Кизеловский, Красновишерский, Соликамский, Чердынский, Чусовской                                                                                                 | 48               | 6 (3 мужских и 3 женских) | 4          | Данные с сайта епархии                 |

### Приамурская митрополия
| Епархия                | Основана | Правящий архиерей                                      | Территория                                                                                           | Приходов | Монастырей  | Благочиний | Примечания             |
| ---------------------- | -------- | ------------------------------------------------------ | --- | -------- | ----------- | ---------- | ---------------------- |
| Амурская               | 2011     | епископ Амурский и Чегдомынский Николай (Ашимов)       | Верхнебуреинский, Комсомольский, имени Полины Осипенко и Солнечный районы Хабаровского края          | 23       | нет         | 5          | Данные с сайта епархии |
| Ванинская              | 2016     | епископ Ванинский и Переяславский Аристарх (Яцурин)    | Бикинский, Ванинский, Вяземский, имени Лазо, Нанайский и Советско-Гаванский районы Хабаровского края | 41       |             | 3          | Данные с сайта епархии |
| Николаевская-на-Амуре  | 2022     | епископ Николаевский и Богородский Иннокентий (Фролов) | Аяно-Майский, Николаевский, Охотский, Тугуро-Чумиканский и Ульчский районы Хабаровского края         | 12       | нет         |            | Данные с сайта епархии |
| Хабаровская            | 1945     | митрополит Хабаровский и Приамурский Артемий (Снигур)  | Хабаровск; Амурский и Хабаровский районы Хабаровского края                                           | 34       | 1 (женский) | 3          | Данные с сайта епархии |
| Бикинское викариатство | 1945     | епископ Пантелеимон (Бердников)                        | Хабаровск; Амурский и Хабаровский районы Хабаровского края                                           | 34       | 1 (женский) | 3          | Данные с сайта епархии |

### Приморская митрополия
| Епархия                  | Основана  | Правящий архиерей                                         | Территория | Приходов | Монастырей                | Благочиний | Примечания             |
| ------------------------ | --------- | --------------------------------------------------------- | --- | -------- | ------------------------- | ---------- | ---------------------- |
| Арсеньевская             | 2011      | епископ Арсеньевский и Дальнегорский Гурий (Фёдоров)      | округа Приморского края: Арсеньевский, Анучинский, Дальнегорский, Кавалеровский, Ольгинский, Тернейский, Чугуевский, Яковлевский | 29       | нет                       | 3          | Данные с сайта епархии |
| Владивостокская          | 1898 1991 | митрополит Владивостокский и Приморский Павел (Григорьев) | округа Приморского края: Артёмовский, Большой Камень, Владивостокский, Дальнереченский городской, Дальнереченский муниципальный, Кировский, Красноармейский, Лесозаводский, Михайловский, Надеждинский, Октябрьский, Пограничный, Пожарский, Спасск-Дальний, Уссурийский, Ханкайский, Хасанский, Хорольский, Черниговский | 72       | 5 (2 мужских и 3 женских) | 10         | Данные с сайта епархии |
| Уссурийское викариатство | 1898 1991 | епископ Иннокентий (Ерохин)                               | округа Приморского края: Артёмовский, Большой Камень, Владивостокский, Дальнереченский городской, Дальнереченский муниципальный, Кировский, Красноармейский, Лесозаводский, Михайловский, Надеждинский, Октябрьский, Пограничный, Пожарский, Спасск-Дальний, Уссурийский, Ханкайский, Хасанский, Хорольский, Черниговский | 72       | 5 (2 мужских и 3 женских) | 10         | Данные с сайта епархии |
| Находкинская             | 2011      | епископ Находкинский и Преображенский Николай (Дутка)     | округа Приморского края: Лазовский, Находкинский, Партизанск, Партизанский, Шкотовский, ЗАТО Фокино | 24       | нет                       | 4          | Данные с сайта епархии |

### Псковская митрополия
| Епархия       | Основана  | Правящий архиерей                                                                   | Территория | Приходов   | Монастырей                | Благочиний | Примечания             |
| ------------- | --------- | ----------------------------------------------------------------------------------- | --- | ---------- | ------------------------- | ---------- | ---------------------- |
| Великолукская | 1926 2014 | вакантна; временно управляющий — митрополит Псковский и Порховский Матфей (Копылов) | округа Псковской области: Бежаницкий, Великие Луки, Великолукский, Красногородский, Куньинский, Локнянский, Невельский, Новоржевский, Новосокольнический, Опочецкий, Пустошкинский, Пушкиногорский, Себежский, Усвятский | 79         | 1 (мужской)               | 5          | Данные с сайта епархии |
| Псковская     | 1589      | митрополит Псковский и Порховский Матфей (Копылов)                                  | округа Псковской области: Гдовский, Дедовичский, Дновский, Островский, Палкинский, Печорский, Плюсский, Порховский, Псков, Псковский, Пыталовский, Струго-Красненский                                                    | 169 храмов | 9 (4 мужских и 5 женских) | 8          | Данные с сайта епархии |

### Рязанская митрополия
| Епархия     | Основана | Правящий архиерей                                                                    | Территория | Приходов              | Монастырей                | Благочиний | Примечания                             |
| ----------- | -------- | ------------------------------------------------------------------------------------ | --- | --------------------- | ------------------------- | ---------- | -------------------------------------- |
| Касимовская | 2011     | вакантна; временно управляющий — митрополит Рязанский и Михайловский Марк (Головков) | Ермишинский, Кадомский, Касимовский, Клепиковский, Пителинский, Сасовский, Чучковский округа, Шиловский район Рязанской области                          | 109 (на декабрь 2012) | 1 (женский)               | 10         | Данные с сайта Московского патриархата |
| Рязанская   | 1291     | митрополит Рязанский и Михайловский Марк (Головков)                                  | округа Рязанской области: Захаровский, Михайловский, Пронский, Рыбновский, Рязанский, Рязань, Спасский, Старожиловский                                   | 167 (на декабрь 2016) | 7 (4 мужских и 3 женских) | 19         | Данные с сайта Московского патриархата |
| Скопинская  | 2011     | епископ Скопинский и Шацкий Питирим (Творогов)                                       | округа Рязанской области: Александро-Невский, Кораблинский, Милославский, Путятинский, Ряжский, Сапожковский, Сараевский, Скопинский, Ухоловский, Шацкий | 171 (на май 2018)     | 6 (4 мужских и 2 женских) | 11         | Данные с сайта Московского патриархата |

### Самарская митрополия
| Епархия       | Основана | Правящий архиерей                                        | Территория | Приходов | Монастырей                | Благочиний | Примечания             |
| ------------- | -------- | -------------------------------------------------------- | --- | -------- | ------------------------- | ---------- | ---------------------- |
| Кинельская    | 2012     | епископ Кинельский и Безенчукский Софроний (Баландин)    | г.о. Кинель, Чапаевск; Алексеевский, Безенчукский, Богатовский, Большеглушицкий, Большечерниговский, Кинельский, Красноармейский, Нефтегорский, Пестравский, Приволжский, Хворостянский районы Самарской области          | 122      | 2 (мужских)               | 13         | Данные с сайта епархии |
| Отрадненская  | 2012     | епископ Отрадненский и Похвистневский Кирилл (Умрилов)   | г.о. Отрадный, Похвистнево; Борский, Елховский, Исаклинский, Камышлинский, Кинель-Черкасский, Клявлинский, Кошкинский, Красноярский, Похвистневский, Сергиевский, Челно-Вершинский, Шенталинский районы Самарской области | 114      | нет                       | 11         | Данные с сайта епархии |
| Самарская     | 1850     | митрополит Самарский и Новокуйбышевский Феодосий (Чащин) | г.о. Новокуйбышевск, Самара; Волжский район Самарской области | 139      | 6 (3 мужских и 3 женских) | 15         | Данные с сайта епархии |
| Сызранская    | 2017     | епископ Сызранский и Шигонский Антоний (Подоровский)     | г.о. Октябрьск, Сызрань; Сызранский, Шигонский районы Самарской области | 44       | 1 (мужской)               | 3          | Данные с сайта епархии |
| Тольяттинская | 2019     | епископ Тольяттинский и Жигулёвский Нестор (Люберанский) | г.о. Жигулевск, Тольятти; Ставропольский район Самарской области | 67       | 1 (мужской)               | 7          | Данные с сайта епархии |

### Санкт-Петербургская митрополия
| Епархия                    | Основана  | Правящий архиерей                                               | Территория | Приходов   | Монастырей                 | Благочиний | Примечания                |
| -------------------------- | --------- | --------------------------------------------------------------- | --- | ---------- | -------------------------- | ---------- | ------------------------- |
| Выборгская                 | 1892 2013 | епископ Выборгский и Приозерский Варнава (Баранов)              | Всеволожский, Выборгский, Приозерский районы Ленинградской области                                                       | 93         | 1 (мужской)                | 6          | Данные с сайта епархии    |
| Гатчинская                 | 2013      | епископ Гатчинский и Лужский Митрофан (Осяк)                    | Волосовский, Гатчинский, Кингисеппский, Ломоносовский, Лужский, Сланцевский, Тосненский районы Ленинградской области     | 169 храмов | 3 (2 мужских и 1 женских)  | 9          | Данные с сайта митрополии |
| Санкт-Петербургская        | 1742      | митрополит Санкт-Петербургский и Ладожский Варсонофий (Судаков) | Санкт-Петербург, Новая Ладога, Старая Ладога                                                                             | 298        | 6 (3 мужских и 3 женских)  | 25         | Данные с сайта митрополии |
| Кронштадтское викариатство | 1742      | епископ Вениамин (Кириллов)                                     | Санкт-Петербург, Новая Ладога, Старая Ладога                                                                             | 298        | 6 (3 мужских и 3 женских)  | 25         | Данные с сайта митрополии |
| Петергофское викариатство  | 1742      | епископ Силуан (Никитин)                                        | Санкт-Петербург, Новая Ладога, Старая Ладога                                                                             | 298        | 6 (3 мужских и 3 женских)  | 25         | Данные с сайта митрополии |
| Тихвинская                 | 2013      | епископ Тихвинский и Лодейнопольский Мстислав (Дячина)          | Бокситогорский, Волховский, Киришский, Кировский, Лодейнопольский, Подпорожский, Тихвинский районы Ленинградской области | 113 храмов | 10 (6 мужских и 4 женских) | 8          | Данные с сайта епархии    |

### Саратовская митрополия
| Епархия     | Основана | Правящий архиерей                                       | Территория | Приходов | Монастырей                | Благочиний | Примечания                |
| ----------- | -------- | ------------------------------------------------------- | --- | -------- | ------------------------- | ---------- | ------------------------- |
| Балаковская | 2022     | епископ Балаковский и Николаевский Варфоломей (Денисов) | округ Михайловский; Балаковский, Духовницкий, Ивантеевский, Краснопартизанский, Марксовский, Перелюбский, Пугачёвский районы Саратовской области                                           | 61       | 2 (1 мужской и 1 женский) | 5          | Данные с сайта митрополии |
| Балашовская | 2011     | епископ Балашовский и Ртищевский Тарасий (Владимиров)   | Аркадакский, Балашовский, Екатериновский, Калининский, Красноармейский, Лысогорский, Романовский, Ртищевский, Самойловский, Турковский районы Саратовской области                          | 81       | 1 (1 женский)             | 10         | Данные с сайта митрополии |
| Покровская  | 2011     | епископ Покровский и Новоузенский Феодор (Белков)       | Александрово-Гайский, Дергачёвский, Ершовский, Краснокутский, Новоузенский, Озинский, Питерский, Ровенский, Советский, Фёдоровский, Энгельсский районы Саратовской области                 | 73       | 1 (1 женский)             | 5          | Данные с сайта митрополии |
| Саратовская | 1828     | митрополит Саратовский и Вольский Игнатий (Депутатов)   | округа Саратов, Шиханы, ЗАТО Светлый; Аткарский, Базарно-Карабулакский, Балтайский, Вольский, Воскресенский, Новобурасский, Петровский, Татищевский, Хвалынский районы Саратовской области | 191      | 6 (2 мужских и 4 женских) | 17         | Данные с сайта митрополии |

### Симбирская митрополия
| Епархия     | Основана | Правящий архиерей                                      | Территория | Приходов             | Монастырей  | Благочиний | Примечания                             |
| ----------- | -------- | ------------------------------------------------------ | --- | -------------------- | ----------- | ---------- | -------------------------------------- |
| Барышская   | 2012     | епископ Барышский и Инзенский Филарет (Коньков)        | Базарносызганский, Барышский, Инзенский, Николаевский, Павловский, Радищевский, Старокулаткинский районы Ульяновской области                 | 82 (на ноябрь 2015)  | 1 (мужской) | 5          | Данные с сайта Московского патриархата |
| Мелекесская | 2012     | епископ Мелекесский и Чердаклинский Диодор (Исаев)     | Мелекесский, Новомалыклинский, Сенгилеевский, Старомайнский, Теренгульский, Чердаклинский районы Ульяновской области                         | 87 (на февраль 2019) | нет         | 8          | Данные с сайта Московского патриархата |
| Симбирская  | 1832     | митрополит Симбирский и Новоспасский Лонгин (Корчагин) | г.о. Ульяновск, Вешкаймский, Карсунский, Кузоватовский, Майнский, Новоспасский, Сурский, Ульяновский, Цильнинский районы Ульяновской области | 126                  | 3 (женских) | 11         | Данные с сайта епархии                 |

### Смоленская митрополия
| Епархия      | Основана | Правящий архиерей                                                                       | Территория | Приходов | Монастырей                | Благочиний | Примечания             |
| ------------ | -------- | --------------------------------------------------------------------------------------- | --- | -------- | ------------------------- | ---------- | ---------------------- |
| Вяземская    | 2015     | вакантна; временно управляющий — митрополит Смоленский и Дорогобужский Исидор (Тупикин) | округа Смоленской области: Вяземский, Гагаринский, Новодугинский, Сафоновский, Сычёвский, Темкинский, Угранский, Холм-Жирковский                       | 73       | 3 (1 мужской и 2 женских) | 5          | Данные с сайта епархии |
| Рославльская | 2017     | епископ Рославльский и Десногорский Мелетий (Павлюченков)                               | округа Смоленской области: Глинковский, Десногорск, Ельнинский, Ершичский, Монастырщинский, Починковский, Рославльский, Хиславичский, Шумячский        | 33       | 1 (мужской)               | 6          | Данные с сайта епархии |
| Смоленская   | 1137     | митрополит Смоленский и Дорогобужский Исидор (Тупикин)                                  | округа Смоленской области: Велижский, Демидовский, Дорогобужский, Духовщинский, Кардымовский, Краснинский, Руднянский, Смоленск, Смоленский, Ярцевский | 84       | 6 (3 мужских и 3 женских) | 6          | Данные с сайта епархии |

### Ставропольская митрополия
| Епархия        | Основана | Правящий архиерей                                              | Территория | Приходов   | Монастырей                | Благочиний | Примечания             |
| -------------- | -------- | -------------------------------------------------------------- | --- | ---------- | ------------------------- | ---------- | ---------------------- |
| Георгиевская   | 2012     | епископ Георгиевский и Прасковейский Николай (Пашков)          | округа Ставропольского края: Александровский, Арзгирский, Благодарненский, Будённовский, Георгиевский, Курский, Левокумский, Нефтекумский, Новоселицкий, Советский, Степновский                                                     | 70 храмов  | нет                       | 5          | Данные с сайта епархии |
| Ставропольская | 1842     | митрополит Ставропольский и Невинномысский Кирилл (Покровский) | округа Ставропольского края: Андроповский, Апанасенковский, Грачёвский, Изобильненский, Ипатовский, Кочубеевский, Красногвардейский, Новоалександровский, Невинномысск, Петровский, Ставрополь, Труновский, Туркменский, Шпаковский | 185 храмов | 2 (1 мужской и 1 женских) | 15         | Данные с сайта епархии |

Также Ставропольская митрополия включает благочиния Пятигорской епархии, расположенные на территории Ставропольского края (Ессентуки, Железноводск, Кисловодск, Лермонтов, Пятигорск; Кировский, Минераловодский, Предгорный округа).

### Сыктывкарская митрополия
| Епархия       | Основана | Правящий архиерей                                          | Территория | Приходов | Монастырей                | Благочиний | Примечания             |
| ------------- | -------- | ---------------------------------------------------------- | --- | -------- | ------------------------- | ---------- | ---------------------- |
| Воркутинская  | 2016     | архиепископ Воркутинский и Усинский Марк (Давлетов)        | округа Воркута, Вуктыл, Инта, Усинск; Ижемский, Печорский, Усть-Цилемский районы Коми | 57       | 1 (женский)               | 8          | Данные с сайта епархии |
| Сыктывкарская | 1995     | митрополит Сыктывкарский и Коми-Зырянский Филипп (Новиков) | округа Княжпогостский, Сыктывкар, Ухта; Койгородский, Корткеросский, Прилузский, Сосногорский, Сыктывдинский, Сысольский, Троицко-Печорский, Удорский, Усть-Вымский, Усть-Куломский районы Коми | 156      | 7 (3 мужских и 4 женских) | 19         | Данные с сайта епархии |

### Тамбовская митрополия
| Епархия     | Основана | Правящий архиерей                                       | Территория | Приходов                   | Монастырей                | Благочиний | Примечания                             |
| ----------- | -------- | ------------------------------------------------------- | --- | -------------------------- | ------------------------- | ---------- | -------------------------------------- |
| Мичуринская | 2012     | епископ Мичуринский и Моршанский Гермоген (Серый)       | округа Тамбовской области: Мичуринск, Мичуринский, Моршанск, Моршанский, Никифоровский, Первомайский, Петровский, Сосновский, Староюрьевский               | 74 храма (на декабрь 2022) | 2 (1 женский и 1 мужской) | 6          | Данные с сайта епархии                 |
| Тамбовская  | 1682     | митрополит Тамбовский и Рассказовский Феодосий (Васнев) | округа Тамбовской области: Бондарский, Знаменский, Котовск, Мордовский, Пичаевский, Рассказово, Рассказовский, Сампурский, Тамбов, Тамбовский, Токарёвский | 162 (на январь 2011)       | 6 (3 мужских и 3 женских) | 10         | Данные с сайта Московского патриархата |
| Уваровская  | 2012     | епископ Уваровский и Кирсановский Игнатий (Румянцев)    | округа Тамбовской области: Гавриловский, Жердевский, Инжавинский, Кирсанов, Кирсановский, Мучкапский, Ржаксинский, Уварово, Уваровский, Умётский           | 38                         |                           | 8          | Данные с сайта епархии                 |

### Татарстанская митрополия
| Епархия             | Основана | Правящий архиерей                                             | Территория | Приходов | Монастырей                | Благочиний | Примечания                |
| ------------------- | -------- | ------------------------------------------------------------- | --- | -------- | ------------------------- | ---------- | ------------------------- |
| Альметьевская       | 2012     | епископ Альметьевский и Бугульминский Мефодий (Зайцев)        | Азнакаевский, Актанышский, Альметьевский, Бавлинский, Бугульминский, Заинский, Лениногорский, Муслюмовский, Сармановский и Ютазинский районы Татарстана | 51       | 1 (мужской)               | 9          | Данные с сайта епархии    |
| Казанская           | 1555     | митрополит Казанский и Татарстанский Кирилл (Наконечный)      | Казань; Апастовский, Арский, Атнинский, Балтасинский, Буинский, Верхнеуслонский, Высокогорский, Дрожжановский, Зеленодольский, Кайбицкий, Камско-Устьинский, Кукморский, Лаишевский, Мамадышский, Пестречинский, Рыбно-Слободский, Сабинский, Тетюшский, Тюлячинский районы Татарстана | 223      | 9 (7 мужских и 2 женских) | 17         | Данные с сайта митрополии |
| Набережночелнинская | 2024     | епископ Набережно-Челнинский и Елабужский Гавриил (Мельников) | Набережные Челны; Агрызский, Елабужский, Менделеевский, Мензелинский, Тукаевский районы Татарстана |          | 1 (женский)               |            |                           |
| Чистопольская       | 2012     | епископ Чистопольский и Нижнекамский Пахомий (Брусков)        | Аксубаевский, Алексеевский, Алькеевский, Нижнекамский, Новошешминский, Нурлатский, Спасский, Черемшанский и Чистопольский районы Татарстана | 87       | нет                       | 10         | Данные с сайта епархии    |

### Тверская митрополия
| Епархия  | Основана | Правящий архиерей                                                                   | Территория | Приходов              | Монастырей                 | Благочиний | Примечания                |
| -------- | -------- | ----------------------------------------------------------------------------------- | --- | --------------------- | -------------------------- | ---------- | ------------------------- |
| Бежецкая | 2011     | архиепископ Бежецкий и Удомельский Каллистрат (Романенко)                           | округа Тверской области: Бежецкий, Весьегонский, Кесовогорский, Краснохолмский, Лесной, Лихославский, Максатихинский, Молоковский, Рамешковский, Сандовский, Сонковский, Спировский, Удомельский                                          | 47                    | 2 (1 мужской и 1 женский)  | 7          | Данные с сайта епархии    |
| Ржевская | 2011     | вакантна; временно управляющий — митрополит Тверской и Кашинский Амвросий (Ермаков) | округа Тверской области: Андреапольский, Бельский, Жарковский, Западнодвинский, Зубцовский, Нелидовский, Оленинский, Пеновский, Ржевский, Торопецкий                                                                                      | 54 (на январь 2016)   | 1 (женский)                | 12         | Данные с сайта митрополии |
| Тверская | XIII век | митрополит Тверской и Кашинский Амвросий (Ермаков)                                  | округа Тверской области: Бологовский, Вышневолоцкий, Калининский, Калязинский, Кашинский, Кимрский, Конаковский, Кувшиновский, Осташковский, Селижаровский, Старицкий, Тверь, Торжок, Торжокский, Фировский, ЗАТО Озёрный, ЗАТО Солнечный | 265 (на декабрь 2015) | 12 (5 мужских и 7 женских) | 15         | Данные с сайта митрополии |

### Тобольская митрополия
| Епархия                   | Основана | Правящий архиерей                                    | Территория | Приходов | Монастырей                | Благочиний | Примечания                 |
| ------------------------- | -------- | ---------------------------------------------------- | --- | -------- | ------------------------- | ---------- | -------------------------- |
| Ишимская                  | 2013     | епископ Ишимский и Аромашевский Тихон (Бобов)        | округа Тюменской области: Абатский, Армизонский, Аромашевский, Бердюжский, Викуловский, Голышмановский, Ишим, Ишимский, Казанский, Омутинский, Сладковский, Сорокинский, Юргинский | 67       | нет                       | 3          | Данные из доклада архиерея |
| Тобольская                | 1620     | митрополит Тобольский и Тюменский Димитрий (Капалин) | округа Тюменской области: Вагайский, Заводоуковский, Исетский, Нижнетавдинский, Тобольск, Тобольский, Тюменский, Тюмень, Уватский, Упоровский, Ялуторовск, Ялуторовский, Ярковский | 139      | 4 (2 мужских и 2 женских) | 3          | Данные из доклада архиерея |
| Ялуторовское викариатство | 1620     | епископ Серапион (Дунай)                             | округа Тюменской области: Вагайский, Заводоуковский, Исетский, Нижнетавдинский, Тобольск, Тобольский, Тюменский, Тюмень, Уватский, Упоровский, Ялуторовск, Ялуторовский, Ярковский | 139      | 4 (2 мужских и 2 женских) | 3          | Данные из доклада архиерея |

### Томская митрополия
| Епархия      | Основана | Правящий архиерей                                    | Территория | Приходов             | Монастырей                | Благочиний | Примечания             |
| ------------ | -------- | ---------------------------------------------------- | --- | -------------------- | ------------------------- | ---------- | ---------------------- |
| Колпашевская | 2013     | епископ Колпашевский и Стрежевский Филарет (Тихонов) | округ Стрежевой; Александровский, Бакчарский, Верхнекетский, Каргасокский, Колпашевский, Кривошеинский, Молчановский, Парабельский, Чаинский районы, Томской области | 51 (на декабрь 2018) | 2 (1 мужской и 1 женский) | 3          | Данные с сайта епархии |
| Томская      | 1832     | митрополит Томский и Асиновский Ростислав (Девятов)  | округа Кедровый, Северск, Томск; Асиновский, Зырянский, Кожевниковский, Первомайский, Тегульдетский, Томский, Шегарский районы Томской области                       | 127                  | 1 (мужской)               | 4          | Данные с сайта епархии |

### Тульская митрополия
| Епархия                | Основана | Правящий архиерей                                   | Территория | Приходов           | Монастырей                | Благочиний | Примечания             |
| ---------------------- | -------- | --------------------------------------------------- | --- | ------------------ | ------------------------- | ---------- | ---------------------- |
| Белёвская              | 2011     | епископ Белёвский и Алексинский Серафим (Кузьминов) | Белёвский, Алексинский, Заокский, Ясногорский, Дубенский, Суворовский, Одоевский, Арсеньевский, Плавский, Щёкинский, Каменский, Тёпло-Огарёвский и Чернский районы Тульской области | 87 храмов          | 5 (4 мужских и 1 женский) | 10         | Данные с сайта епархии |
| Тульская               | 1799     | митрополит Тульский и Ефремовский Алексий (Кутепов) | г.о. Тула, Новомосковский, Донской; Богородицкий, Венёвский, Воловский, Ефремовский, Кимовский, Киреевский, Куркинский, Ленинский и Узловский районы Тульской области               | 132 (на март 2019) | 5 (2 мужских и 3 женских) | 13         | Данные с сайта епархии |
| Венёвское викариатство | 1799     | епископ Феодорит (Тихонов)                          | г.о. Тула, Новомосковский, Донской; Богородицкий, Венёвский, Воловский, Ефремовский, Кимовский, Киреевский, Куркинский, Ленинский и Узловский районы Тульской области               | 132 (на март 2019) | 5 (2 мужских и 3 женских) | 13         | Данные с сайта епархии |

### Удмуртская митрополия
| Епархия      | Основана  | Правящий архиерей                                     | Территория | Приходов | Монастырей                | Благочиний | Примечания             |
| ------------ | --------- | ----------------------------------------------------- | --- | -------- | ------------------------- | ---------- | ---------------------- |
| Глазовская   | 1935 2013 | епископ Глазовский и Игринский Виктор (Сергеев)       | округа Удмуртии: Балезинский, Глазов, Глазовский, Дебесский, Игринский, Кезский, Красногорский, Селтинский, Сюмсинский, Шарканский, Юкаменский, Ярский | 45       | нет                       | 9          | Данные с сайта епархии |
| Ижевская     | 1926 1988 | митрополит Ижевский и Удмуртский Викторин (Костенков) | округа Удмуртии: Вавожский, Воткинск, Воткинский, Завьяловский, Ижевск, Кизнерский, Увинский, Якшур-Бодьинский                                         | 100      | 3 (1 мужской и 2 женских) | 6          | Данные с сайта епархии |
| Сарапульская | 1918 2013 | епископ Сарапульский и Можгинский Павел (Белокрылов)  | округа Удмуртии: Алнашский, Граховский, Камбарский, Каракулинский, Киясовский, Малопургинский, Можга, Можгинский, Сарапул, Сарапульский                | 82       | 1 (женский)               | 9          | Данные с сайта епархии |

### Ханты-Мансийская митрополия
| Епархия          | Основана | Правящий архиерей                                      | Территория | Приходов                                                      | Монастырей  | Благочиний | Примечания             |
| ---------------- | -------- | ------------------------------------------------------ | --- | ------------------------------------------------------------- | ----------- | ---------- | ---------------------- |
| Ханты-Мансийская | 2011     | митрополит Ханты-Мансийский и Сургутский Павел (Фокин) | г.о. Когалым, Лангепас, Мегион, Нефтеюганск, Нижневартовск, Покачи, Пыть-Ях, Радужный, Сургут, Ханты-Мансийск; Нефтеюганский, Нижневартовский, Сургутский, Ханты-Мансийский районы Ханты-Мансийского автономного округа | 161 храмов, часовен, молитвенных домов и комнат (на май 2023) | 1 (женский) | 6          | Данные с сайта епархии |
| Югорская         | 2014     | епископ Югорский и Няганский Михаил (Малаханов)        | г.о. Нягань, Урай, Югорск; Белоярский, Берёзовский, Кондинский, Октябрьский, Советский районы Ханты-Мансийского автономного округа                                                                                      | 42 храма (на декабрь 2019)                                    |             | 6          | Данные с сайта епархии |

### Челябинская митрополия
| Епархия        | Основана | Правящий архиерей                                                                  | Территория | Приходов                   | Монастырей                | Благочиний | Примечания                             |
| -------------- | -------- | ---------------------------------------------------------------------------------- | --- | -------------------------- | ------------------------- | ---------- | -------------------------------------- |
| Златоустовская | 2016     | вакантна; временно управляющий — митрополит Челябинский и Миасский Алексий (Орлов) | округа Челябинской области: Ашинский, Златоустовский, Катав-Ивановский, Кусинский, Саткинский, Усть-Катавский, ЗАТО Трёхгорный | 54 храма (на декабрь 2019) | 1 (мужской)               | 6          | Данные с сайта Московского патриархата |
| Магнитогорская | 2012     | епископ Магнитогорский и Верхнеуральский Зосима (Балин)                            | округа Челябинской области: Агаповский, Брединский, Верхнеуральский, Карталинский, Кизильский, Локомотивный, Магнитогорский, Нагайбакский | 73 (на июнь 2017)          | 1 (женский)               | 7          | Данные с сайта Московского патриархата |
| Троицкая       | 2012     | епископ Троицкий и Южноуральский Павел (Кривоногов)                                | округа Челябинской области: Варненский, Еманжелинский, Еткульский, Октябрьский, Пластовский, Троицкий городской, Троицкий муниципальный, Увельский, Уйский, Чесменский, Южноуральский                                                                                                   | 74 храма (на март 2018)    | 2 (1 мужской и 1 женский) | 6          | Данные с сайта Московского патриархата |
| Челябинская    | 1918     | митрополит Челябинский и Миасский Алексий (Орлов)                                  | округа Челябинской области: Аргаяшский, Верхнеуфалейский, Карабашский, Каслинский, Копейский, Коркинский, Красноармейский, Кунашакский, Кыштымский, Миасский, Нязепетровский, Сосновский, Чебаркульский городской, Чебаркульский муниципальный, Челябинский, ЗАТО Озёрск, ЗАТО Снежинск | 123 (на март 2017)         | 1 (женский)               | 10         | Данные с сайта Московского патриархата |

### Чувашская митрополия
| Епархия      | Основана | Правящий архиерей                                      | Территория | Приходов | Монастырей                | Благочиний | Примечания             |
| ------------ | -------- | ------------------------------------------------------ | --- | -------- | ------------------------- | ---------- | ---------------------- |
| Алатырская   | 2012     | епископ Алатырский и Порецкий Феодосий (Шитов)         | округа Чувашии: Алатырский, Батыревский, Ибресинский, Порецкий, Шемуршинский                                                                                            | 71 храм  | 2 (1 мужской и 1 женский) | 5          | Данные с сайта епархии |
| Канашская    | 2012     | епископ Канашский и Беловолжский Стефан (Гордеев)      | округа Чувашии: Канашский, Козловский, Комсомольский, Красноармейский, Урмарский, Яльчикский, Янтиковский                                                               | 81 храм  | 1 (женский)               | 7          | Данные с сайта епархии |
| Чебоксарская | 1946     | митрополит Чебоксарский и Чувашский Савватий (Антонов) | округа Чувашии: Аликовский, Вурнарский, Красночетайский, Мариинско-Посадский, Моргаушский, Новочебоксарск, Цивильский, Чебоксарский, Чебоксары, Шумерлинский, Ядринский | 111      | 4 (2 мужских и 2 женских) | 7          | Данные с сайта епархии |

### Ярославская митрополия
| Епархия      | Основана  | Правящий архиерей                                                | Территория | Приходов | Монастырей                | Благочиний | Примечания             |
| ------------ | --------- | ---------------------------------------------------------------- | --- | -------- | ------------------------- | ---------- | ---------------------- |
| Переславская | 1744 2015 | епископ Переславский и Угличский Феоктист (Игумнов)              | округа Ярославской области: Большесельский, Борисоглебский, Мышкинский, Переславль-Залесский, Угличский                                | 101      | 9 (4 мужских и 5 женских) | 7          | Данные с сайта епархии |
| Рыбинская    | 1934 2012 | епископ Рыбинский и Романово-Борисоглебский Вениамин (Лихоманов) | округа Ярославской области: Брейтовский, Даниловский, Любимский, Некоузский, Первомайский, Пошехонский, Рыбинск, Рыбинский, Тутаевский | 105      | 5 (2 мужских и 3 женских) | 9          | Данные с сайта епархии |
| Ярославская  | 1788      | митрополит Ярославский и Ростовский Вадим (Лазебный)             | округа Ярославской области: Гаврилов-Ямский, Некрасовский, Ростовский, Ярославский, Ярославль                                          | 125      | 8 (4 мужских и 4 женских) | 10         | Данные с сайта епархии |

## Митрополичьи округа

### Казахстанский митрополичий округ (Православная церковь Казахстана)
| Епархия                      | Основана  | Правящий архиерей                                                                           | Территория                                                | Приходов | Монастырей                | Благочиний | Примечания                           |
| ---------------------------- | --------- | ------------------------------------------------------------------------------------------- | --------------------------------------------------------- | -------- | ------------------------- | ---------- | ------------------------------------ |
| Актюбинская                  | 2022      | епископ Актюбинский и Кызылординский Игнатий (Сидоренко)                                    | Актюбинская и Кызылординская область                      | 9        |                           |            | Данные с сайта митрополичьего округа |
| Астанайская                  | 1919 1999 | митрополит Астанайский и Казахстанский Александр (Могилёв)                                  | Астана и Алма-Ата                                         | 71       | 4 (2 мужских и 2 женских) | 8          | Данные с сайта митрополичьего округа |
| Каскеленское викариатство    | 1919 1999 | епископ Геннадий (Гоголев)                                                                  | Астана и Алма-Ата                                         | 71       | 4 (2 мужских и 2 женских) | 8          | Данные с сайта митрополичьего округа |
| Талгарское викариатство      | 1919 1999 | епископ Вениамин (Рудый)                                                                    | Астана и Алма-Ата                                         | 71       | 4 (2 мужских и 2 женских) | 8          | Данные с сайта митрополичьего округа |
| Талдыкорганское викариатство | 1919 1999 | епископ Клавдиан (Поляков)                                                                  | Алматинская и Жетысуская области                          | 71       | 4 (2 мужских и 2 женских) | 8          | Данные с сайта митрополичьего округа |
| Карагандинская               | 2010      | архиепископ Карагандинский и Шахтинский Севастиан (Осокин)                                  | Карагандинская и Улытауская области                       | 25       | 1 (женский)               | 2          | Данные с сайта митрополичьего округа |
| Кокшетауская                 | 2011      | архиепископ Кокшетауский и Акмолинский Варсонофий (Винниченко)                              | Акмолинская область                                       | 37       | нет                       | 3          | Данные с сайта митрополичьего округа |
| Костанайская                 | 1934 2010 | вакантна; временно управляющий — митрополит Астанайский и Казахстанский Александр (Могилёв) | Кустанайская область                                      | 29       | 1 (женский)               | 3          | Данные с сайта митрополичьего округа |
| Павлодарская                 | 2010      | архиепископ Павлодарский и Экибастузский Варнава (Сафонов)                                  | Павлодарская область                                      | 15       | 1 (женский)               | 2          | Данные с сайта епархии               |
| Петропавловская              | 1957 2011 | архиепископ Петропавловский и Булаевский Владимир (Михейкин)                                | Северо-Казахстанская область                              | 37       | нет                       | 6          | Данные с сайта митрополичьего округа |
| Уральская                    | 1916 1991 | епископ Уральский и Атырауский Вианор (Иванов)                                              | Атырауская, Западно-Казахстанская и Мангыстауская области | 17       | 1 (женский)               | 3          | Данные с сайта митрополичьего округа |
| Усть-Каменогорская           | 2011      | архиепископ Усть-Каменогорский и Семипалатинский Амфилохий (Бондаренко)                     | Абайская и Восточно-Казахстанская области                 | 31       | 2 (1 мужской и 1 женский) | 2          | Данные с сайта митрополичьего округа |
| Чимкентская                  | 1991      | епископ Чимкентский и Туркестанский Хрисанф (Коноплёв)                                      | Шымкент, Жамбылская и Туркестанская области               | 29       | нет                       | 3          | Данные с сайта митрополичьего округа |

### Среднеазиатский митрополичий округ (Православная церковь Средней Азии)
| Епархия                            | Основана | Правящий архиерей                                                                         | Территория  | Приходов | Монастырей                | Благочиний | Примечания                         |
| ---------------------------------- | -------- | ----------------------------------------------------------------------------------------- | ----------- | -------- | ------------------------- | ---------- | ---------------------------------- |
| Бишкекская                         | 2011     | епископ Бишкекский и Кыргызстанский Савватий (Загребельный)                               | Киргизия    | 46       | 1 (женский)               | 5          | Данные с сайта епархии             |
| Душанбинская                       | 2011     | вакантна; временно управляющий — митрополит Самарский и Новокуйбышевский Феодосий (Чащин) | Таджикистан | 6        | нет                       | 2          | Данные с сайта епархии             |
| Ташкентская                        | 1871     | митрополит Ташкентский и Узбекистанский Викентий (Морарь)                                 | Узбекистан  | 36       | 3 (1 мужской и 2 женских) | 5          | Данные с сайта епархии             |
| Патриаршие приходы в Туркменистане | 2007     | временно управляющий — архиепископ Пятигорский и Черкесский Феофилакт (Курьянов)          | Туркмения   | 12       | 1 (женский)               | 3          | Данные с сайта Патриарших приходов |

## Экзархаты

### Патриарший экзархат Африки
| Епархия                 | Основана | Правящий архиерей                                                                                 | Территория | Приходов | Монастырей | Благочиний | Примечания               |
| ----------------------- | -------- | ------------------------------------------------------------------------------------------------- | --- | -------- | ---------- | ---------- | ------------------------ |
| Северо-Африканская      | 2021     | митрополит Каирский и Северо-Африканский Константин (Островский)                                  | Египет, Судан, Южный Судан, Эфиопия, Эритрея, Джибути, Сомали, Сейшельские Острова, ЦАР, Камерун, Чад, Нигерия, Нигер, Ливия, Тунис, Алжир, Марокко, Кабо-Верде, Мавритания, Сенегал, Гамбия, Мали, Буркина-Фасо, Гвинея-Бисау, Гвинея, Сьерра-Леоне, Либерия, Кот-д'Ивуар, Гана, Того, Бенин | н/д      | нет        | 3          | Данные с сайта экзархата |
| Южно-Африканская        | 2021     | вакантна; временно управляющий — митрополит Каирский и Северо-Африканский Константин (Островский) | ЮАР, Лесото, Эсватини, Намибия, Ботсвана, Зимбабве, Мозамбик, Ангола, Замбия, Малави, Мадагаскар, Маврикий, Коморские Острова, Танзания, Кения, Уганда, Руанда, Бурунди, ДРК, Конго, Габон, Экваториальная Гвинея, Сан-Томе и Принсипи                                                        | н/д      | 1          | 26         | Данные с сайта экзархата |
| Луховицкое викариатство | 2024     | епископ Евфимий (Моисеев)                                                                         | |          |            |            |                          |

### Белорусский экзархат (Белорусская православная церковь)

#### Минская митрополия
| Епархия                 | Основана | Правящий архиерей                                                                  | Территория | Приходов | Монастырей                | Благочиний | Примечания               |
| ----------------------- | -------- | ---------------------------------------------------------------------------------- | --- | -------- | ------------------------- | ---------- | ------------------------ |
| Борисовская             | 2014     | епископ Борисовский и Марьингорский Амвросий (Шевцов)                              | Березинский, Борисовский, Крупский, Логойский, Пуховичский, Смолевичский и Червенский районы Минской области     | 120      | 3 (1 мужской и 2 женских) | 11         | Данные с сайта экзархата |
| Минская                 | 1793     | митрополит Минский и Заславский Вениамин (Тупеко)                                  | город Минск и Минский район Минской области                                                                      | 96       | 5 (1 мужской и 4 женских) | 10         | Данные с сайта епархии   |
| Несвижское викариатство | 1793     | епископ Авксентий (Абражей)                                                        | город Минск и Минский район Минской области                                                                      | 96       | 5 (1 мужской и 4 женских) | 10         | Данные с сайта епархии   |
| Молодечненская          | 2014     | епископ Молодечненский и Столбцовский Павел (Тимофеенков)                          | Вилейский, Воложинский, Дзержинский, Молодечненский, Мядельский, Столбцовский и Узденский районы Минской области | 117      | нет                       | 12         | Данные с сайта экзархата |
| Слуцкая                 | 2014     | вакантна; временно управляющий — митрополит Минский и Заславский Вениамин (Тупеко) | Клецкий, Копыльский, Любанский, Несвижский, Слуцкий, Солигорский и Стародорожский районы Минской области         | 105      | 1 (женский)               | 7          | Данные с сайта епархии   |

#### Другие
| Епархия              | Основана  | Правящий архиерей                                        | Территория | Приходов | Монастырей                | Благочиний | Примечания               |
| -------------------- | --------- | -------------------------------------------------------- | --- | -------- | ------------------------- | ---------- | ------------------------ |
| Бобруйская           | 2004      | епископ Бобруйский и Быховский Серафим (Белоножко)       | Бобруйский, Быховский, Глусский, Кировский, Кличевский, Осиповичский районы Могилёвской области | 58       | 2 (женские)               | 5          | Данные с сайта епархии   |
| Брестская            | 1944 1990 | архиепископ Брестский и Кобринский Иоанн (Хома)          | Берёзовский, Брестский, Дрогичинский, Жабинковский, Каменецкий, Кобринский, Малоритский, Пружанский районы Брестской области                                                                                              | 203      | 4 (2 мужских и 2 женских) | 9          | Данные с сайта епархии   |
| Витебская            | 1563 1992 | архиепископ Витебский и Оршанский Димитрий (Дроздов)     | города Витебск и Орша, Бешенковичский, Витебский, Городокский, Дубровенский, Лепельский, Лиозненский, Оршанский, Сенненский, Толочинский, Чашникский, Шумилинский районы Витебской области                                | 178      | 6 (3 мужских и 3 женских) | 21         | Данные с сайта епархии   |
| Друцкое викариатство | 1563 1992 | епископ Евсевий (Тюхлов)                                 | города Витебск и Орша, Бешенковичский, Витебский, Городокский, Дубровенский, Лепельский, Лиозненский, Оршанский, Сенненский, Толочинский, Чашникский, Шумилинский районы Витебской области                                | 178      | 6 (3 мужских и 3 женских) | 21         | Данные с сайта епархии   |
| Гомельская           | 1924 1990 | архиепископ Гомельский и Жлобинский Стефан (Нещерет)     | Буда-Кошелевский, Ветковский, Гомельский, Добрушский, Жлобинский, Кормянский, Лоевский, Речицкий, Рогачевский, Светлогорский, Чечерский районы Гомельской области                                                         | 159      | 4 (1 мужской и 3 женских) | 11         | Данные с сайта экзархата |
| Гродненская          | 1900 1992 | архиепископ Гродненский и Волковысский Антоний (Доронин) | Берестовицкий, Волковысский, Вороновский, Гродненский, Зельвенский, Мостовский, Свислочский, Щучинский районы Гродненской области                                                                                         | 105      | нет                       | 9          | Данные с сайта экзархата |
| Лидская              | 2014      | епископ Лидский и Сморгонский Порфирий (Преднюк)         | Ивьевский, Лидский, Островецкий, Ошмянский и Сморгонский районы Гродненской области | 47       | нет                       | 5          | Данные с сайта экзархата |
| Могилёвская          | 1632 1989 | архиепископ Могилёвский и Мстиславский Софроний (Ющук)   | Белыничский, Горецкий, Дрибинский, Климовичский, Краснопольский, Кричевский, Круглянский, Костюковичский, Могилёвский,Мстиславский, Славгородский, Хотимский, Чаусский, Чериковский, Шкловский районы Могилёвской области | 77       | 2 (1 мужской и 1 женский) | 6          | Данные с сайта епархии   |
| Новогрудская         | 1992      | архиепископ Новогрудский и Слонимский Гурий (Апалько)    | Дятловский, Кореличский, Новогрудский и Слонимский районы Гродненской области | 59       | 3 (2 мужских и 1 женский) | 5          | Данные с сайта экзархата |
| Пинская              | 1328 1989 | епископ Пинский и Лунинецкий Георгий (Войтович)          | Барановичский, Ганцевичский, Ивановский, Ивацевичский, Лунинецкий, Ляховичский, Пинский, Столинский районы Брестской области                                                                                              | 183      | 1 (женский)               | 8          | Данные с сайта экзархата |
| Полоцкая             | 1104 1989 | епископ Полоцкий и Глубокский Игнатий (Лукович)          | города Полоцк и Новополоцк, Браславский, Верхнедвинский, Глубокский, Докшицкий, Миорский, Полоцкий, Поставский, Россонский, Ушачский, Шарковщинский районы Витебской области                                              | 111      | 2 (женских)               | 10         | Данные с сайта экзархата |
| Туровская            | 1005 1992 | епископ Туровский и Мозырский Леонид (Филь)              | Брагинский, Ельский, Житковичский, Калинковичский, Лельчицкий, Мозырский, Наровлянский, Октябрьский, Петриковский, Хойникский районы Гомельской области                                                                   | 78       | 2 (1 мужской и 1 женский) | 7          | Данные с сайта епархии   |

### Патриарший экзархат Западной Европы
| Епархия                     | Основана | Правящий архиерей                                                                              | Территория                              | Приходов                                                         | Монастырей                                | Благочиний | Примечания                         |
| --------------------------- | -------- | ---------------------------------------------------------------------------------------------- | --------------------------------------- | ---------------------------------------------------------------- | ----------------------------------------- | ---------- | ---------------------------------- |
| Брюссельская                | 1936     | архиепископ Брюссельский и Бельгийский Симон (Ишунин)                                          | Бельгия, Люксембург                     | 13 приходов и общин                                              | 2 (1 мужской и 1 женский)                 | нет        | Данные с сайта епархии             |
| Гаагская                    | 1972     | архиепископ Гаагский и Нидерландский Елисей (Ганаба)                                           | Нидерланды                              | 8                                                                | 2 (1 мужской и 1 женский)                 | нет        | Данные с сайта епархии             |
| Испанско-Португальская      | 2018     | вакантна; временно управляющий — митрополит Корсунский и Западноевропейский Нестор (Сиротенко) | Испания, Португалия, Андорра            | 39 приходов и общин (24 в Испании, 14 в Португалии, 1 в Андорре) |                                           |            |                                    |
| Корсунская                  | 1960     | митрополит Корсунский и Западноевропейский Нестор (Сиротенко)                                  | Франция, Швейцария, Лихтенштейн, Монако | (28 во Франции, 3 в Швейцарии,1 в Монако)                        | 4 (2 мужских и 2 женских) 2 мужских скита | нет        | Данные с сайта епархии             |
| Кафское викариатство        | 1960     | епископ Петр (Прутяну)                                                                         | Франция, Швейцария, Лихтенштейн, Монако | (28 во Франции, 3 в Швейцарии,1 в Монако)                        | 4 (2 мужских и 2 женских) 2 мужских скита | нет        | Данные с сайта епархии             |
| Сурожская                   | 1962     | епископ Сурожский Матфей (Андреев)                                                             | Великобритания, Ирландия                | 48 приходов и общин (40 в Великобритании, 8 в Ирландии)          | нет                                       | 13         | Данные с сайта епархии             |
| Патриаршие приходы в Италии | 2007     | временно управляющий — митрополит Корсунский и Западноевропейский Нестор (Сиротенко)           | Италия, Мальта, Сан-Марино              | 67 приходов и общин + 1 ставропигиальный приход                  | нет                                       | нет        | Данные с сайта Патриарших приходов |
| Богородское викариатство    | 2007     | епископ Амвросий (Мунтяну)                                                                     | Италия (молдавские приходы и общины)    | 67 приходов и общин + 1 ставропигиальный приход                  | нет                                       | нет        | Данные с сайта Патриарших приходов |

### Патриарший экзархат Юго-Восточной Азии
| Епархия                  | Основана | Правящий архиерей                                                                                | Территория                                                           | Приходов                                         | Монастырей  | Благочиний | Примечания                             |
| ------------------------ | -------- | ------------------------------------------------------------------------------------------------ | -------------------------------------------------------------------- | ------------------------------------------------ | ----------- | ---------- | -------------------------------------- |
| Корейская                | 2019     | архиепископ Корейский Феофан (Ким)                                                               | КНДР, Республика Корея                                               | 5 (4 в Республике Корея, 1 в КНДР)               |             |            | Данные с сайта Московского патриархата |
| Сингапурская             | 2019     | митрополит Сингапурский и Юго-Восточно-Азиатский Сергий (Чашин)                                  | Сингапур, Восточный Тимор, Индонезия, Малайзия, Папуа — Новая Гвинея | 33 (1 в Сингапуре, 1 в Малайзии, 31 в Индонезии) |             |            |                                        |
| Джакартское викариатство | 2019     | епископ Питирим (Донденко)                                                                       | Сингапур, Восточный Тимор, Индонезия, Малайзия, Папуа — Новая Гвинея | 33 (1 в Сингапуре, 1 в Малайзии, 31 в Индонезии) |             |            |                                        |
| Таиландская              | 2019     | вакантна; временно управляющий — митрополит Сингапурский и Юго-Восточно-Азиатский Сергий (Чашин) | Таиланд, Камбоджа, Лаос, Мьянма                                      | 14 (10 в Таиланде, 3 в Камбодже, 1 в Мьянме)     | 1 (мужской) |            | Данные с сайта епархии                 |
| Филиппинско-Вьетнамская  | 2019     | митрополит Манильский и Ханойский Павел (Фокин)                                                  | Филиппины, Вьетнам                                                   | 39 (36 на Филиппинах, 3 во Вьетнаме)             |             |            |                                        |

## Архиепископия с особым статусом
| Епархия                                                    | Основана | Правящий архиерей                     | Территория                                                                                             | Приходов             | Монастырей                                           | Благочиний | Примечания                   |
| ---------------------------------------------------------- | -------- | ------------------------------------- | --- | -------------------- | ---------------------------------------------------- | ---------- | ---------------------------- |
| Архиепископия западноевропейских приходов русской традиции | 1921     | митрополит Дубнинский Иоанн (Реннето) | Франция (38), Великобритания (9), Германия (6), Италия (10), Нидерланды (4), Бельгия (3), Норвегия (2) | 72 (на декабрь 2022) | 2 (мужских); 3 скита (мужских); 1 братство (мужское) | 13         | Данные с сайта Архиепископии |
| Домодедовское викариатство                                 | 1921     | епископ Симеон (Коссек)               | Франция (38), Великобритания (9), Германия (6), Италия (10), Нидерланды (4), Бельгия (3), Норвегия (2) | 72 (на декабрь 2022) | 2 (мужских); 3 скита (мужских); 1 братство (мужское) | 13         | Данные с сайта Архиепископии |
| Реутовское викариатство                                    | 1921     | епископ Елисей (Жермен)               | Франция (38), Великобритания (9), Германия (6), Италия (10), Нидерланды (4), Бельгия (3), Норвегия (2) | 72 (на декабрь 2022) | 2 (мужских); 3 скита (мужских); 1 братство (мужское) | 13         | Данные с сайта Архиепископии |

## Самоуправляемые церкви

### Латвийская православная церковь
| Епархия                | Основана | Правящий архиерей                                              | Территория | Приходов | Монастырей                                | Благочиний | Примечания         |
| ---------------------- | -------- | -------------------------------------------------------------- | --- | -------- | ----------------------------------------- | ---------- | ------------------ |
| Даугавпилсская         | 2013     | архиепископ Даугавпилсский и Резекненский Александр (Матренин) | Балвский, Гулбенский, Даугавпилсский, Екабпилсский, Краславский, Ливанский, Лудзенский, Мадонский, Прейльский и Резекненский районы Латвии | 16       | 1 (мужской)                               | 3          | Данные с сайта ЛПЦ |
| Рижская                | 1850     | митрополит Рижский и всея Латвии Александр (Кудряшов)          | Латвия (кроме территории Даугавпилсской епархии)                                                                                           | 57       | 2 (1 мужской и 1 женский); 1 женский скит | 3          | Данные с сайта ЛПЦ |
| Елгавское викариатство | 1850     | епископ Иоанн (Сичевский)                                      | Латвия (кроме территории Даугавпилсской епархии)                                                                                           | 57       | 2 (1 мужской и 1 женский); 1 женский скит | 3          | Данные с сайта ЛПЦ |

### Православная церковь Молдовы
| Епархия                       | Основана | Правящий архиерей                                          | Территория | Приходов             | Монастырей                                                    | Благочиний | Примечания                             |
| ----------------------------- | -------- | ---------------------------------------------------------- | --- | -------------------- | ------------------------------------------------------------- | ---------- | -------------------------------------- |
| Бельцкая                      | 2006     | архиепископ Бельцкий и Фалештский Маркелл (Михэеску)       | Бельцы, Глодянский, Сынжерейский, Фалештский районы | 104 (на 2010)        | 5 (3 мужских и 2 женских)                                     | 5          | Данные с сайта Московского патриархата |
| Единецкая                     | 1998     | архиепископ Единецкий и Бричанский Никодим (Вулпе)         | Бричанский, Единецкий, Дондюшанский, Окницкий районы | 130 (на 2010)        | 4 (1 мужской и 3 женских)                                     | 5          | Данные с сайта Московского патриархата |
| Дондюшенское викариатство     | 1998     | епископ Патрокл (Поромбак)                                 | Бричанский, Единецкий, Дондюшанский, Окницкий районы | 130 (на 2010)        | 4 (1 мужской и 3 женских)                                     | 5          | Данные с сайта Московского патриархата |
| Кагульская                    | 1998     | архиепископ Кагульский и Комратский Анатолий (Ботнарь)     | Кагульский, Кантемирский, Чимишлийский, Леовский районы, Гагаузия | 138 (на 2010)        | 5 (2 мужских и 3 женских)                                     | 6          | Данные с сайта Московского патриархата |
| Чадыр-Лунгскское викариатство | 1998     | епископ Николай (Рошка)                                    | Кагульский, Кантемирский, Чимишлийский, Леовский районы, Гагаузия | 138 (на 2010)        | 5 (2 мужских и 3 женских)                                     | 6          | Данные с сайта Московского патриархата |
| Кишинёвская                   | 1813     | митрополит Кишинёвский и всея Молдавии Владимир (Кантарян) | Каларашский, Каушанский, Кишинёвский, Криулянский, Ново-Аненский, Оргеевский, Резинский, Страшенский, Теленештский, Шолданештский, Штефан-Водский, Яловенский районы | 610 (на 2010)        | 24 (15 мужских и 9 женских); 5 скитов (4 мужских и 1 женский) | 16         | Данные с сайта Московского патриархата |
| Кэприянское викариатство      | 1813     | епископ Филарет (Кузмин)                                   | Каларашский, Каушанский, Кишинёвский, Криулянский, Ново-Аненский, Оргеевский, Резинский, Страшенский, Теленештский, Шолданештский, Штефан-Водский, Яловенский районы | 610 (на 2010)        | 24 (15 мужских и 9 женских); 5 скитов (4 мужских и 1 женский) | 16         | Данные с сайта Московского патриархата |
| Орхейское викариатство        | 1813     | епископ Силуан (Шаларь)                                    | Каларашский, Каушанский, Кишинёвский, Криулянский, Ново-Аненский, Оргеевский, Резинский, Страшенский, Теленештский, Шолданештский, Штефан-Водский, Яловенский районы | 610 (на 2010)        | 24 (15 мужских и 9 женских); 5 скитов (4 мужских и 1 женский) | 16         | Данные с сайта Московского патриархата |
| Сорокская                     | 2024     | епископ Сорокский и Дрокиевский Иоанн (Мошнегуцу)          | Дрокиевский, Рышканский, Сорокский и Флорештский районы |                      |                                                               |            |                                        |
| Тираспольская                 | 1998     | архиепископ Тираспольский и Дубоссарский Савва (Волков)    | Приднестровская Молдавская республика | 96 (на декабрь 2022) | 3 (1 мужской и 2 женский)                                     | 7          | Данные с сайта епархии                 |
| Унгенская                     | 2006     | архиепископ Унгенский и Ниспоренский Петр (Мустяцэ)        | Унгенский, Ниспоренский, Каларашский, Хынчештский районы | 145 (на 2010)        | 9 (3 мужских и 6 женских)                                     | н/д        | Данные с сайта Московского патриархата |

### Эстонская православная христианская церковь
| Епархия                 | Основана | Правящий архиерей                                         | Территория | Приходов | Монастырей | Благочиний | Примечания          |
| ----------------------- | -------- | --------------------------------------------------------- | --- | -------- | ---------- | ---------- | ------------------- |
| Нарвская                | 2011     | епископ Нарвский и Причудский Лазарь (Гуркин)             | город Нарва, волости Вайвара, Иллука, Алайыэ, Ийзаку, Тудулинна, Лохусуу уезда Ида-Вирумаа волости Торма, Касепяя, Пала уезда Йыгевамаа волость Алатскиви уезда Тартумаа | 16       | нет        | 2          | Данные с сайта ЭПХЦ |
| Таллинская              | 1920     | митрополит Таллинский и всея Эстонии Евгений (Решетников) | Эстония (кроме территории Нарвской епархии) | 23       | нет        | 2          | Данные с сайта ЭПХЦ |
| Маардуское викариатство | 1920     | епископ Сергий (Телих)                                    | Эстония (кроме территории Нарвской епархии) | 23       | нет        | 2          | Данные с сайта ЭПХЦ |
| Тартуское викариатство  | 1920     | епископ Даниил (Леписк)                                   | Эстония (кроме территории Нарвской епархии) | 23       | нет        | 2          | Данные с сайта ЭПХЦ |

### Русская православная церковь заграницей
| Епархия                   | Основана | Правящий архиерей                                                                         | Территория | Приходов | Монастырей                      | Благочиний           | Примечания             |
| ------------------------- | -------- | ----------------------------------------------------------------------------------------- | --- | --- | ------------------------------- | -------------------- | ---------------------- |
| Берлинская                | 1926     | митрополит Берлинский и Германский Марк (Арндт)                                           | Германия, Австрия, Дания                                                                                                | 81 (76 в Германии, 2 в Австрии, 2 в Дании и 1 в Швеции) | 2 (1 мужской и 1 женский)       | нет                  | Данные с сайта епархии |
| Штутгартское викариатство | 1926     | епископ Иов (Бандман)                                                                     | Германия, Австрия, Дания                                                                                                | 81 (76 в Германии, 2 в Австрии, 2 в Дании и 1 в Швеции) | 2 (1 мужской и 1 женский)       | нет                  | Данные с сайта епархии |
| Восточно-Американская     | 1934     | митрополит Восточно-Американский и Нью-Йоркский Николай (Ольховский)                      | восток США, Карибский регион                                                                                            | 118 (6 соборов, 61 храм, 26 общин, 9 приходов, 16 часовен) | 9 (5 мужских и 4 женских)       | 10 + 2 миссионерских | Данные с сайта епархии |
| Сиракузское викариатство  | 1934     | епископ Лука (Мурьянка)                                                                   | восток США, Карибский регион                                                                                            | 118 (6 соборов, 61 храм, 26 общин, 9 приходов, 16 часовен) | 9 (5 мужских и 4 женских)       | 10 + 2 миссионерских | Данные с сайта епархии |
| Лондонская                | 1927     | епископ Лондонский и Западно-Европейский Ириней (Стинберг)                                | Швейцария, Франция, Великобритания, Ирландия, Испания, Португалия, Италия, Бельгия, Люксембург, Нидерланды              | 40 приходов и миссий (6 в Швейцарии, 8 во Франции, 13 в Великобритании, 1 в Ирландии, 1 в Монако, 2 в Испании, 1 в Португалии, 2 в Италии, 2 в Бельгии, 1 в Люксембурге, 3 в Нидерландах) | 3/2 (1/0 женский и 2/2 мужской) | нет                  | Данные с сайта епархии |
| Монреальская              | 1936     | архиепископ Монреальский и Канадский Гавриил (Чемодаков)                                  | Канада | 22 прихода и общины | 4 (2 мужских и 2 женских)       | нет данных           | Данные с сайта епархии |
| Сан-Францисская           | 1927     | архиепископ Сан-Францисский и Западно-Американский Кирилл (Дмитриев)                      | штаты Айдахо, Аляска, Аризона, Вашингтон, Гавайи, Калифорния, Колорадо, Невада, Нью-Мексико, Орегон, Юта в США, Мексика | 40 | 2 (мужских)                     | 3                    | Данные с сайта епархии |
| Сиэтлийское викариатство  | 1927     | епископ Феодосий (Иващенко)                                                               | штаты Айдахо, Аляска, Аризона, Вашингтон, Гавайи, Калифорния, Колорадо, Невада, Нью-Мексико, Орегон, Юта в США, Мексика | 40 | 2 (мужских)                     | 3                    | Данные с сайта епархии |
| Сонорское викариатство    | 1927     | епископ Иаков (Корацца)                                                                   | штаты Айдахо, Аляска, Аризона, Вашингтон, Гавайи, Калифорния, Колорадо, Невада, Нью-Мексико, Орегон, Юта в США, Мексика | 40 | 2 (мужских)                     | 3                    | Данные с сайта епархии |
| Сиднейская                | 1946     | архиепископ Сиднейский и Австралийско-Новозеландский Георгий (Шейфер)                     | Австралия, Океания, Южная Корея                                                                                         | 29 (26 в Австралии, 3 в Новой Зеландии) | 6 (4 мужских и 2 женских)       | нет данных           | Данные с сайта епархии |
| Чикагская                 | 1954     | вакантна; временно управляющий — архиепископ Монреальский и Канадский Гавриил (Чемодаков) | штаты Иллинойс, Арканзас, Висконсин, Индиана, Канзас, Миннесота, Миссури, Огайо, Северная Дакота, Техас в США           | 45 | нет                             | нет данных           | Данные с сайта РПЦЗ    |
| Южно-Американская         | 1998     | епископ Каракасский и Южно-Американский Иоанн (Берзинь)                                   | Южная Америка | 31 официально/14 фактически (12/3 в Аргентине, 7/0 в Бразилии, 6/6 в Венесуэле, 2/1 в Парагвае, 1/1 в Уругвае, 3/3 в Чили)                                                                | нет                             | нет данных           | Данные с сайта епархии |

## Автономные церкви

### Китайская автономная православная церковь
| Епархия                                             | Основана | Правящий архиерей                                                       | Адм. центр | Приходов | Монастырей | Благочиний | Примечания                                                                                         |
| --------------------------------------------------- | -------- | ----------------------------------------------------------------------- | ---------- | -------- | ---------- | ---------- | -------------------------------------------------------------------------------------------------- |
| Пекинская                                           | 1918     | вакантна; временно управляющий — Патриарх Московский и всея Руси Кирилл | Пекин      |          | нет        | 2          | В настоящее время на территории Церкви нет ни одного епископа и критически не хватает священников  |
| Харбинская                                          | 1922     | вакантна; временно управляющий — Патриарх Московский и всея Руси Кирилл | Харбин     |          | нет        |            | |
| Шанхайская                                          | 1922     | вакантна; временно управляющий — Патриарх Московский и всея Руси Кирилл | Шанхай     |          | нет        |            | |
| Тяньцзиньская                                       | 1922     | вакантна; временно управляющий — Патриарх Московский и всея Руси Кирилл | Тяньцзинь  |          | нет        |            | |
| Синьцзянская                                        | 1934     | Александр (Могилёв) в/у, митрополит Астанайский и Кахахстанский         | Урумчи     |          | нет        |            | С 2002 года временное архипастырское попечение осуществляет митрополит Астанайский и Казахстанский |
| Приходы в автономном районе Внутренняя Монголия КНР | 2000     | Димитрий (Елисеев) в/у, митрополит Читинский и Петровск-Забайкальский   | Хух-Хото   |          | нет        |            | С 2000 года временное архипастырское попечение осуществляет правящий архиерей Читинской епархии    |

### Японская автономная православная церковь
| Епархия    | Основана | Правящий архиерей                                                                    | Территория | Приходов | Монастырей | Благочиний | Примечания |
| ---------- | -------- | ------------------------------------------------------------------------------------ | --- | -------- | ---------- | ---------- | ---------- |
| Сендайская | 1970     | вакантна; временно управляющий — митрополит Токийский и всей Японии Серафим (Цудзиэ) | префектуры Аомори, Фукусима, Мияги, Акита и губернаторство Хоккайдо                                                  | 32       | нет        | 6          |            |
| Киотоская  | 1970     | вакантна                                                                             | городские округа Киото и Осака, префектуры Айти, Кагосима, Кумамото, Окаяма, Токусима, Хёго, Хиросима                | около 20 | нет        | 5          |            |
| Токийская  | 1906     | митрополит Токийский и всей Японии Серафим (Цудзиэ)                                  | Токийская столичная область и префектуры Тотиги, Ибараки, Тиба, Гумма, Сайтама, Канагава, Нагано, Яманаси и Сидзуока | около 18 | нет        | 4          |            |

## Самоуправляемая церковьс правами широкой автономии

### Украинская православная церковь
| Епархия                            | Основана     | Правящий архиерей                                                | Территория | Приходов                                           | Монастырей                                        | Благочиний | Примечания                               |
| ---------------------------------- | ------------ | ---------------------------------------------------------------- | --- | -------------------------------------------------- | ------------------------------------------------- | ---------- | ---------------------------------------- |
| Александрийская                    | 2007         | митрополит Александрийский и Светловодский Боголеп (Гончаренко)  | Кировоградская область (Александрийский, Александровский, Бобринецкий, Долинский, Знаменский, Компанеевский, Новгородковский, Онуфриевский, Петровский, Светловодский и Устиновский районы) | 145                                                | 2 (1 мужской и 1 женский)                         | 9          | Данные с сайта епархии                   |
| Балтская                           | 2012         | митрополит Балтский и Ананьевский Алексий (Гроха)                | Одесская область (Балтский, Ананьевский, Кодымский, Савранский, Подольский, Окнянский, Захарьевский, Велико-Михайловский, Раздельнянский, Берёзовский, Ширяевский, Николаевский, Любашевский и Ивановский районы)                                                                               | н/д                                                | 1 (женский)                                       | 5          | Данные с сайта православной энциклопедии |
| Белоцерковская                     | XI век 1994  | митрополит Белоцерковский и Богуславский Августин (Маркевич)     | Киевская область (Белоцерковский, Богуславский, Володарский, Кагарлыкский, Мироновский, Ракитнянский, Сквирский, Ставищенский, Таращанский и Тетиевский районы) | 238                                                | 4 (1 мужской и 3 женских)                         | 12         | Данные с сайта епархии                   |
| Бориспольская                      | 2013         | митрополит Бориспольский и Броварский Антоний (Паканич)          | Киевская область (Барышевский, Бориспольский, Броварской, Вышгородский, Згуровский, Переяслав-Хмельницкий и Яготинский районы) | 170                                                | 5 (4 мужских и 1 женский)                         | 13         | Данные с сайта епархии                   |
| Барышевское викариатство           | 2013         | епископ Филарет (Волошин)                                        | Киевская область (Барышевский, Бориспольский, Броварской, Вышгородский, Згуровский, Переяслав-Хмельницкий и Яготинский районы) | 170                                                | 5 (4 мужских и 1 женский)                         | 13         | Данные с сайта епархии                   |
| Згуровское викариатство            | 2013         | архиепископ Амвросий (Вайнагий)                                  | Киевская область (Барышевский, Бориспольский, Броварской, Вышгородский, Згуровский, Переяслав-Хмельницкий и Яготинский районы) | 170                                                | 5 (4 мужских и 1 женский)                         | 13         | Данные с сайта епархии                   |
| Винницкая                          | 1933         | митрополит Винницкий и Барский Варсонофий (Столяр)               | Винницкая область (город Винница, Барский, Винницкий, Жмеринский, Калиновский, Козятинский, Литынский и Хмельницкий районы) | 314 (2014)                                         | 5 (4 мужских и 1 женский)                         | 12         | Данные с сайта епархии                   |
| Владимир-Волынская                 | 992 1996     | митрополит Владимир-Волынский и Ковельский Владимир (Мельник)    | Волынская область (Владимир-Волынский, Иваничевский, Ковельский, Любомльский, Ратновский, Старовыжевский, Турийский районы) | 235 (на 2008)                                      | 5 (4 мужский и 1 женский ставропигиальный)        | 14         | Данные с сайта епархии                   |
| Вознесенская                       | 2012         | митрополит Вознесенский и Первомайский Алексий (Шпаков)          | Николаевская область (Вознесенский, Кривоозерский, Первомайский, Врадиевский, Доманевский, Арбузинский, Братский, Веселиновский и Еланецкий районы) | ?                                                  | ?                                                 | ?          | Данные с сайта Московского патриархата   |
| Волынская                          | 992 1996     | митрополит Волынский и Луцкий Нафанаил (Крикота)                 | Волынская область (Гороховский, Камень-Каширский, Киверцовский, Локачинский, Луцкий, Любешовский, Маневичский, Рожищенский районы) | 286 (на 2004)                                      | 2 (1 мужской и 1 женский)                         | 10         | Данные с сайта православной энциклопедии |
| Горловская                         | 1994         | митрополит Горловский и Славянский Митрофан (Никитин)            | Донецкая область (Лиманский, Славянский, Бахмутский, Константиновский, Шахтёрский, Александровский, Добропольский, Покровский районы; города — Горловка, Дебальцево, Бахмут, Торецк, Доброполье, Дружковка, Енакиево, Кировск, Константиновка, Краматорск, Покровск, Лиман, Славянск, Шахтёрск) | 290 (на январь 2017)                               | 2 (женский)                                       | 20         | Данные с сайта Московского патриархата   |
| Днепропетровская                   | 1775         | митрополит Днепропетровский и Павлоградский Ириней (Середний)    | Днепропетровская область (северо-восточные районы) | 251                                                | 4 (1 мужской и 3 женских)                         | 13         | Данные с сайта епархии                   |
| Новомосковское викариатство        | 1775         | архиепископ Евлогий (Пацан)                                      | Днепропетровская область (северо-восточные районы) | 251                                                | 4 (1 мужской и 3 женских)                         | 13         | Данные с сайта епархии                   |
| Петропавловское викариатство       | 1775         | архиепископ Андрей (Василашку)                                   | Днепропетровская область (северо-восточные районы) | 251                                                | 4 (1 мужской и 3 женских)                         | 13         | Данные с сайта епархии                   |
| Донецкая                           | 1991         | митрополит Донецкий и Мариупольский Владимир (Самохин)           | Донецкая область (Амвросиевский, Старобешевский, Тельмановский, Новоазовский, Мангушский, Никольский, Волновахский, Великоновосёлковский, Марьинский, Ясиноватский районы; города — Донецк, Мариуполь, Макеевка, Харцызск, Торез, Снежное, Селидово)                                            | 424 (на декабрь 2011)                              | 5 (2 мужской и 3 женских)                         | 25         | Данные с сайта православной энциклопедии |
| Волновахское викариатство          | 1991         | архиепископ Амвросий (Скобиола)                                  | Донецкая область (Амвросиевский, Старобешевский, Тельмановский, Новоазовский, Мангушский, Никольский, Волновахский, Великоновосёлковский, Марьинский, Ясиноватский районы; города — Донецк, Мариуполь, Макеевка, Харцызск, Торез, Снежное, Селидово)                                            | 424 (на декабрь 2011)                              | 5 (2 мужской и 3 женских)                         | 25         | Данные с сайта православной энциклопедии |
| Макеевское викариатство            | 1991         | архиепископ Варнава (Филатов)                                    | Донецкая область (Амвросиевский, Старобешевский, Тельмановский, Новоазовский, Мангушский, Никольский, Волновахский, Великоновосёлковский, Марьинский, Ясиноватский районы; города — Донецк, Мариуполь, Макеевка, Харцызск, Торез, Снежное, Селидово)                                            | 424 (на декабрь 2011)                              | 5 (2 мужской и 3 женских)                         | 25         | Данные с сайта православной энциклопедии |
| Житомирская                        | 1799 1944    | митрополит Житомирский и Новоград-Волынский Никодим (Горенко)    | Житомирская область (Андрушевский, Барановский, Бердичевский, Романовский, Житомирский, Коростышевский, Любарский, Новоград-Волынский, Попельнянский, Ружинский, Пулинский, Черняховский, Чудновский районы)                                                                                    | 324 (на 2004)                                      | 4 (2 мужских и 2 женских)                         | 14         | Данные с сайта епархии                   |
| Запорожская                        | 1992         | митрополит Запорожский и Мелитопольский Лука (Коваленко)         | Запорожская область (северные районы) | 276 (на 2004)                                      | 3 (1 мужской и 2 женских)                         | 11         | Данные с сайта православной энциклопедии |
| Ивано-Франковская                  | 1946         | епископ Ивано-Франковский и Коломыйский Никита (Сторожук)        | Ивано-Франковская область | 34 (на февраль 2009)                               | 2 (мужской и женский)                             | 6          | [ 6 ]                                    |
| Изюмская                           | 2012         | епископ Изюмский и Купянский Иоанн (Терновецкий)                 | Харьковская область (Балаклейский, Барвенковский, Близнюковский, Боровский, Великобурлукский, Волчанский, Двуречанский, Змиёвский, Изюмский, Купянский, Печенежский, Чугуевский и Шевченковский районы)                                                                                         |                                                    |                                                   |            |                                          |
| Каменец-Подольская                 | 1795         | митрополит Каменец-Подольский и Городокский Феодор (Гаюн)        | Хмельницкая область (Городокский, Дунаевецкий, Каменец-Подольский, Новоушицкий, Чемеровецкий районы) | 278 (на 2004)                                      | нет                                               | 5          | Данные с сайта православной энциклопедии |
| Каменская                          | 2010         | митрополит Каменской и Царичанский Владимир (Орачёв)             | Днепропетровская область (г. Каменское, Верхнеднепровский, Криничанский, Солонянский, Магдалиновский, Петриковский и Царичанский районы) | 134                                                | нет                                               | 7          | Данные с сайта епархии                   |
| Киевская                           | 891          | митрополит Киевский и всея Украины Онуфрий (Березовский)         | город Киев и Киевская область (Васильковский, Бородянский, Иванковский, Киево-Святошинский, Макаровский, Обуховский, Полесский и Фастовский районы) | 397 (162 в Киеве и 235 в области; на декабрь 2020) | 22 (12 мужских и 10 женских) + 9 ставропигиальных | 33         | Данные с сайта епархии                   |
| Белогородское викариатство         | 891          | архиепископ Сильвестр (Стойчев)                                  | город Киев и Киевская область (Васильковский, Бородянский, Иванковский, Киево-Святошинский, Макаровский, Обуховский, Полесский и Фастовский районы) | 397 (162 в Киеве и 235 в области; на декабрь 2020) | 22 (12 мужских и 10 женских) + 9 ставропигиальных | 33         | Данные с сайта епархии                   |
| Боровское викариатство             | 891          | епископ Климент (Шмигельский)                                    | город Киев и Киевская область (Васильковский, Бородянский, Иванковский, Киево-Святошинский, Макаровский, Обуховский, Полесский и Фастовский районы) | 397 (162 в Киеве и 235 в области; на декабрь 2020) | 22 (12 мужских и 10 женских) + 9 ставропигиальных | 33         | Данные с сайта епархии                   |
| Бородянское викариатство           | 891          | епископ Марк (Андрюк)                                            | город Киев и Киевская область (Васильковский, Бородянский, Иванковский, Киево-Святошинский, Макаровский, Обуховский, Полесский и Фастовский районы) | 397 (162 в Киеве и 235 в области; на декабрь 2020) | 22 (12 мужских и 10 женских) + 9 ставропигиальных | 33         | Данные с сайта епархии                   |
| Боярское викариатство              | 891          | епископ Вениамин (Волощук)                                       | город Киев и Киевская область (Васильковский, Бородянский, Иванковский, Киево-Святошинский, Макаровский, Обуховский, Полесский и Фастовский районы) | 397 (162 в Киеве и 235 в области; на декабрь 2020) | 22 (12 мужских и 10 женских) + 9 ставропигиальных | 33         | Данные с сайта епархии                   |
| Бучанское викариатство             | 891          | архиепископ Пантелеимон (Бащук)                                  | город Киев и Киевская область (Васильковский, Бородянский, Иванковский, Киево-Святошинский, Макаровский, Обуховский, Полесский и Фастовский районы) | 397 (162 в Киеве и 235 в области; на декабрь 2020) | 22 (12 мужских и 10 женских) + 9 ставропигиальных | 33         | Данные с сайта епархии                   |
| Бышевское викариатство             | 891          | епископ Кирилл (Билан)                                           | город Киев и Киевская область (Васильковский, Бородянский, Иванковский, Киево-Святошинский, Макаровский, Обуховский, Полесский и Фастовский районы) | 397 (162 в Киеве и 235 в области; на декабрь 2020) | 22 (12 мужских и 10 женских) + 9 ставропигиальных | 33         | Данные с сайта епархии                   |
| Васильковское викариатство         | 891          | митрополит Иоасаф (Губень)                                       | город Киев и Киевская область (Васильковский, Бородянский, Иванковский, Киево-Святошинский, Макаровский, Обуховский, Полесский и Фастовский районы) | 397 (162 в Киеве и 235 в области; на декабрь 2020) | 22 (12 мужских и 10 женских) + 9 ставропигиальных | 33         | Данные с сайта епархии                   |
| Вишневское викариатство            | 891          | архиепископ Спиридон (Романов)                                   | город Киев и Киевская область (Васильковский, Бородянский, Иванковский, Киево-Святошинский, Макаровский, Обуховский, Полесский и Фастовский районы) | 397 (162 в Киеве и 235 в области; на декабрь 2020) | 22 (12 мужских и 10 женских) + 9 ставропигиальных | 33         | Данные с сайта епархии                   |
| Ворзельское викариатство           | 891          | епископ Исаакий (Андроник)                                       | город Киев и Киевская область (Васильковский, Бородянский, Иванковский, Киево-Святошинский, Макаровский, Обуховский, Полесский и Фастовский районы) | 397 (162 в Киеве и 235 в области; на декабрь 2020) | 22 (12 мужских и 10 женских) + 9 ставропигиальных | 33         | Данные с сайта епархии                   |
| Вышгородское викариатство          | 891          | митрополит Вышгородский и Чернобыльский Павел (Лебедь)           | город Киев и Киевская область (Васильковский, Бородянский, Иванковский, Киево-Святошинский, Макаровский, Обуховский, Полесский и Фастовский районы) | 397 (162 в Киеве и 235 в области; на декабрь 2020) | 22 (12 мужских и 10 женских) + 9 ставропигиальных | 33         | Данные с сайта епархии                   |
| Городницкое викариатство           | 891          | архиепископ Александр (Нестерчук)                                | город Киев и Киевская область (Васильковский, Бородянский, Иванковский, Киево-Святошинский, Макаровский, Обуховский, Полесский и Фастовский районы) | 397 (162 в Киеве и 235 в области; на декабрь 2020) | 22 (12 мужских и 10 женских) + 9 ставропигиальных | 33         | Данные с сайта епархии                   |
| Гостомельское викариатство         | 891          | епископ Аркадий (Демченко)                                       | город Киев и Киевская область (Васильковский, Бородянский, Иванковский, Киево-Святошинский, Макаровский, Обуховский, Полесский и Фастовский районы) | 397 (162 в Киеве и 235 в области; на декабрь 2020) | 22 (12 мужских и 10 женских) + 9 ставропигиальных | 33         | Данные с сайта епархии                   |
| Добропольское викариатство         | 891          | архиепископ Спиридон (Головастов)                                | город Киев и Киевская область (Васильковский, Бородянский, Иванковский, Киево-Святошинский, Макаровский, Обуховский, Полесский и Фастовский районы) | 397 (162 в Киеве и 235 в области; на декабрь 2020) | 22 (12 мужских и 10 женских) + 9 ставропигиальных | 33         | Данные с сайта епархии                   |
| Иванковское викариатство           | 891          | архиепископ Кассиан (Шостак)                                     | город Киев и Киевская область (Васильковский, Бородянский, Иванковский, Киево-Святошинский, Макаровский, Обуховский, Полесский и Фастовский районы) | 397 (162 в Киеве и 235 в области; на декабрь 2020) | 22 (12 мужских и 10 женских) + 9 ставропигиальных | 33         | Данные с сайта епархии                   |
| Ирпенское викариатство             | 891          | епископ Лавр (Березовский)                                       | город Киев и Киевская область (Васильковский, Бородянский, Иванковский, Киево-Святошинский, Макаровский, Обуховский, Полесский и Фастовский районы) | 397 (162 в Киеве и 235 в области; на декабрь 2020) | 22 (12 мужских и 10 женских) + 9 ставропигиальных | 33         | Данные с сайта епархии                   |
| Константиновское викариатство      | 891          | архиепископ Паисий (Шинкарёв)                                    | город Киев и Киевская область (Васильковский, Бородянский, Иванковский, Киево-Святошинский, Макаровский, Обуховский, Полесский и Фастовский районы) | 397 (162 в Киеве и 235 в области; на декабрь 2020) | 22 (12 мужских и 10 женских) + 9 ставропигиальных | 33         | Данные с сайта епархии                   |
| Макаровское викариатство           | 891          | митрополит Антоний (Фиалко)                                      | город Киев и Киевская область (Васильковский, Бородянский, Иванковский, Киево-Святошинский, Макаровский, Обуховский, Полесский и Фастовский районы) | 397 (162 в Киеве и 235 в области; на декабрь 2020) | 22 (12 мужских и 10 женских) + 9 ставропигиальных | 33         | Данные с сайта епархии                   |
| Обуховское викариатство            | 891          | архиепископ Иона (Черепанов)                                     | город Киев и Киевская область (Васильковский, Бородянский, Иванковский, Киево-Святошинский, Макаровский, Обуховский, Полесский и Фастовский районы) | 397 (162 в Киеве и 235 в области; на декабрь 2020) | 22 (12 мужских и 10 женских) + 9 ставропигиальных | 33         | Данные с сайта епархии                   |
| Переяслав-Хмельницкое викариатство | 891          | архиепископ Дионисий (Пилипчук)                                  | город Киев и Киевская область (Васильковский, Бородянский, Иванковский, Киево-Святошинский, Макаровский, Обуховский, Полесский и Фастовский районы) | 397 (162 в Киеве и 235 в области; на декабрь 2020) | 22 (12 мужских и 10 женских) + 9 ставропигиальных | 33         | Данные с сайта епархии                   |
| Почаевское викариатство            | 891          | митрополит Владимир (Мороз)                                      | город Киев и Киевская область (Васильковский, Бородянский, Иванковский, Киево-Святошинский, Макаровский, Обуховский, Полесский и Фастовский районы) | 397 (162 в Киеве и 235 в области; на декабрь 2020) | 22 (12 мужских и 10 женских) + 9 ставропигиальных | 33         | Данные с сайта епархии                   |
| Путивльское викариатство           | 891          | архиепископ Антоний (Крипак)                                     | город Киев и Киевская область (Васильковский, Бородянский, Иванковский, Киево-Святошинский, Макаровский, Обуховский, Полесский и Фастовский районы) | 397 (162 в Киеве и 235 в области; на декабрь 2020) | 22 (12 мужских и 10 женских) + 9 ставропигиальных | 33         | Данные с сайта епархии                   |
| Святогорское викариатство          | 891          | митрополит Арсений (Яковенко)                                    | город Киев и Киевская область (Васильковский, Бородянский, Иванковский, Киево-Святошинский, Макаровский, Обуховский, Полесский и Фастовский районы) | 397 (162 в Киеве и 235 в области; на декабрь 2020) | 22 (12 мужских и 10 женских) + 9 ставропигиальных | 33         | Данные с сайта епархии                   |
| Фастовское викариатство            | 891          | архиепископ Дамиан (Давыдов)                                     | город Киев и Киевская область (Васильковский, Бородянский, Иванковский, Киево-Святошинский, Макаровский, Обуховский, Полесский и Фастовский районы) | 397 (162 в Киеве и 235 в области; на декабрь 2020) | 22 (12 мужских и 10 женских) + 9 ставропигиальных | 33         | Данные с сайта епархии                   |
| Яготинское викариатство            | 891          | архиепископ Серафим (Демьянов)                                   | город Киев и Киевская область (Васильковский, Бородянский, Иванковский, Киево-Святошинский, Макаровский, Обуховский, Полесский и Фастовский районы) | 397 (162 в Киеве и 235 в области; на декабрь 2020) | 22 (12 мужских и 10 женских) + 9 ставропигиальных | 33         | Данные с сайта епархии                   |
| Кировоградская                     | 1947         | митрополит Кировоградский и Новомиргородский Николай (Почтовый)  | Кировоградская область (Гайворонский, Голованевский, Добровеличковский, Кировоградский, Маловисковский, Новоархангельский, Новомиргородский, Новоукраинский, Ольшанский и Благовещенский районы)                                                                                                | 115 (на декабрь 2009)                              | 1 (мужской)                                       | 10         | Данные с сайта епархии                   |
| Конотопская                        | 1994         | митрополит Конотопский и Глуховский Роман (Кимович)              | Сумская область (Глуховский, Конотопский, Кролевецкий, Путивльский, Середино-Будский, Шосткинский и Ямпольский районы) | 125 (на 2004)                                      | 3 (2 мужских и 1 женский)                         | 7          | Данные с сайта Московского патриархата   |
| Кременчугская                      | 2007         | митрополит Кременчугский и Лубенский Николай (Капустин)          | Полтавская область (Глобинский, Гребёнковский, Козельщинский, город Кременчуг, Кременчугский, Лохвицкий, Лубенский, Оржицкий, Пирятинский, Семёновский, Хорольский и Чернухинский районы) | н/д                                                | 2 (1 мужской и 1 женский)                         | н/д        | Данные с сайта Московского патриархата   |
| Криворожская                       | 1996         | митрополит Криворожский и Никопольский Ефрем (Кицай)             | Днепропетровская область (Апостоловский, Криворожский, Криничанский, Никопольский, Пятихатский, Софиевский, Томаковский и Широковский районы) | 239 (на январь 2009)                               | 2 (1 мужской и 1 женский)                         | 10         | Данные с сайта православной энциклопедии |
| Луганская                          | 1944         | митрополит Луганский и Алчевский Пантелеимон (Поворознюк)        | Луганская область (город Луганск, Беловодский, Марковский, Меловской, Новоайдарский, Перевальский, Славяносербский и Станично-Луганский районы, а также города областного подчинения, находящиеся на территории данных районов)                                                                 | 266 (на 2004)                                      | 1 (мужской)                                       | 11         | Данные с сайта православной энциклопедии |
| Беловодское викариатство           | 1944         | архиепископ Павел (Валуйский)                                    | Луганская область (город Луганск, Беловодский, Марковский, Меловской, Новоайдарский, Перевальский, Славяносербский и Станично-Луганский районы, а также города областного подчинения, находящиеся на территории данных районов)                                                                 | 266 (на 2004)                                      | 1 (мужской)                                       | 11         | Данные с сайта православной энциклопедии |
| Львовская                          | 1156 1941    | митрополит Львовский и Галицкий Филарет (Кучеров)                | Львовская область | 71 (на ноябрь 2012)                                | 3 (2 мужских и 1 женский)                         | 13         | Данные с сайта Московского патриархата   |
| Дрогобычское викариатство          | 1156 1941    | епископ Иаков (Галандзовский)                                    | Львовская область | 71 (на ноябрь 2012)                                | 3 (2 мужских и 1 женский)                         | 13         | Данные с сайта Московского патриархата   |
| Могилёв-Подольская                 | 2013         | митрополит Могилёв-Подольский и Шаргородский Агапит (Бевцик)     | Винницкая область (Крыжопольский, Могилёв-Подольский, Мурованокуриловецкий, Песчанский, Томашпольский, Черневецкий, Шаргородский и Ямпольский районы) |                                                    | 1 (мужской)                                       |            |                                          |
| Мукачевская                        | 940 1945     | митрополит Мукачевский и Ужгородский Феодор (Мамасуев)           | Закарпатская область (Береговский, Великоберезнянский, Воловецкий, Иршавский, Мукачевский, Перечинский, Свалявский и Ужгородский районы) | 320                                                | 19 (11 мужских и 8 женских)                       | 12         | Данные с сайта епархии                   |
| Свалявское викариатство            | 940 1945     | епископ Иларий (Гаврилец)                                        | Закарпатская область (Береговский, Великоберезнянский, Воловецкий, Иршавский, Мукачевский, Перечинский, Свалявский и Ужгородский районы) | 320                                                | 19 (11 мужских и 8 женских)                       | 12         | Данные с сайта епархии                   |
| Нежинская                          | 2007         | митрополит Нежинский и Прилукский Климент (Вечеря)               | Черниговская область (Бахмачский, Бобровицкий, Борзнянский, Варвинский, Ичнянский, Коропский, Нежинский, Носовский, Прилукский, Сребнянский и Талалаевский районы) | 261 (на январь 2010)                               | 5 (2 мужских и 3 женских)                         | 8          | Данные с сайта епархии                   |
| Батуринское викариатство           | 2007         | епископ Пантелеимон (Мельник)                                    | Черниговская область (Бахмачский, Бобровицкий, Борзнянский, Варвинский, Ичнянский, Коропский, Нежинский, Носовский, Прилукский, Сребнянский и Талалаевский районы) | 261 (на январь 2010)                               | 5 (2 мужских и 3 женских)                         | 8          | Данные с сайта епархии                   |
| Ладанское викариатство             | 2007         | епископ Феодосий (Марченко)                                      | Черниговская область (Бахмачский, Бобровицкий, Борзнянский, Варвинский, Ичнянский, Коропский, Нежинский, Носовский, Прилукский, Сребнянский и Талалаевский районы) | 261 (на январь 2010)                               | 5 (2 мужских и 3 женских)                         | 8          | Данные с сайта епархии                   |
| Николаевская                       | 1992         | митрополит Николаевский и Очаковский Питирим (Старинский)        | Николаевская область (Николаевский, Березанский, Очаковский, Витовский, Новоодесский, Баштанский, Снигирёвский, Новобугский, Березнеговатский и Казанковский районы) | 171 (на февраль 2014)                              | 2 (1 мужской и 1 женский)                         | 11         | Данные с сайта епархии                   |
| Новобугское викариатство           | 1992         | епископ Варнава (Гладун)                                         | Николаевская область (Николаевский, Березанский, Очаковский, Витовский, Новоодесский, Баштанский, Снигирёвский, Новобугский, Березнеговатский и Казанковский районы) | 171 (на февраль 2014)                              | 2 (1 мужской и 1 женский)                         | 11         | Данные с сайта епархии                   |
| Новокаховская                      | 2007         | митрополит Новокаховский и Генический Филарет (Зверев)           | Херсонская область (Бериславский, Великоалександровский, Великолепетихский, Верхнерогачикский, Высокопольский, Генический, Горностаевский, Ивановский, Каховский, Нижнесерогозский, Нововоронцовский и Новотроицкий районы)                                                                     | 190 (на 2008)                                      | 2 (1 мужской и 1 женский)                         | 13         | Данные с сайта епархии                   |
| Нововоронцовское викариатство      | 2007         | епископ Серафим (Кадубянский)                                    | Херсонская область (Бериславский, Великоалександровский, Великолепетихский, Верхнерогачикский, Высокопольский, Генический, Горностаевский, Ивановский, Каховский, Нижнесерогозский, Нововоронцовский и Новотроицкий районы)                                                                     | 190 (на 2008)                                      | 2 (1 мужской и 1 женский)                         | 13         | Данные с сайта епархии                   |
| Овручская                          | 1993         | митрополит Овручский и Коростенский Виссарион (Стретович)        | Житомирская область (Хорошевский, Емильчинский, Коростенский, Лугинский, Малинский, Народичский, Овручский, Олевский и Радомышльский районы) | 225 (на 2007)                                      | 3 (1 мужской и 2 женских)                         | 9          | Данные с сайта УПЦ                       |
| Одесская                           | 1837         | митрополит Одесский и Измаильский Агафангел (Саввин)             | Одесская область (город Одесса, Белгород-Днестровский, Беляевский, Овидиопольский, Арцизский, Татарбунарский, Саратский, Тарутинский, Килийский, Лиманский, Измаильский, Болградский и Ренийский районы)                                                                                        | 564                                                | 11 (7 мужских и 4 женских)                        | 19         | Данные с сайта православной энциклопедии |
| Арцизское викариатство             | 1837         | епископ Виктор (Быков)                                           | Одесская область (город Одесса, Белгород-Днестровский, Беляевский, Овидиопольский, Арцизский, Татарбунарский, Саратский, Тарутинский, Килийский, Лиманский, Измаильский, Болградский и Ренийский районы)                                                                                        | 564                                                | 11 (7 мужских и 4 женских)                        | 19         | Данные с сайта православной энциклопедии |
| Болградское викариатство           | 1837         | архиепископ Сергий (Михайленко)                                  | Одесская область (город Одесса, Белгород-Днестровский, Беляевский, Овидиопольский, Арцизский, Татарбунарский, Саратский, Тарутинский, Килийский, Лиманский, Измаильский, Болградский и Ренийский районы)                                                                                        | 564                                                | 11 (7 мужских и 4 женских)                        | 19         | Данные с сайта православной энциклопедии |
| Овидиопольское викариатство        | 1837         | епископ Анастасий (Бедников)                                     | Одесская область (город Одесса, Белгород-Днестровский, Беляевский, Овидиопольский, Арцизский, Татарбунарский, Саратский, Тарутинский, Килийский, Лиманский, Измаильский, Болградский и Ренийский районы)                                                                                        | 564                                                | 11 (7 мужских и 4 женских)                        | 19         | Данные с сайта православной энциклопедии |
| Тарутинское викариатство           | 1837         | епископ Алипий (Цушко)                                           | Одесская область (город Одесса, Белгород-Днестровский, Беляевский, Овидиопольский, Арцизский, Татарбунарский, Саратский, Тарутинский, Килийский, Лиманский, Измаильский, Болградский и Ренийский районы)                                                                                        | 564                                                | 11 (7 мужских и 4 женских)                        | 19         | Данные с сайта православной энциклопедии |
| Южненское викариатство             | 1837         | архиепископ Диодор (Васильчук)                                   | Одесская область (город Одесса, Белгород-Днестровский, Беляевский, Овидиопольский, Арцизский, Татарбунарский, Саратский, Тарутинский, Килийский, Лиманский, Измаильский, Болградский и Ренийский районы)                                                                                        | 564                                                | 11 (7 мужских и 4 женских)                        | 19         | Данные с сайта православной энциклопедии |
| Полтавская                         | 1803         | митрополит Полтавский и Миргородский Филипп (Осадченко)          | Полтавская область (Великобагачанский, Гадячский, Диканьский, Зеньковский, Карловский, Кобелякский, Котелевский, Машевский, Миргородский, Новосанжарский, Полтавский, Решетиловский, Чутовский и Шишацкий районы, город Горишние Плавни)                                                        | 146 (на декабрь 2009)                              | 2 (1 мужской и 1 женский)                         | 14         | Данные с сайта епархии                   |
| Новосанжарское викариатство        | 1803         | архиепископ Вениамин (Погребной)                                 | Полтавская область (Великобагачанский, Гадячский, Диканьский, Зеньковский, Карловский, Кобелякский, Котелевский, Машевский, Миргородский, Новосанжарский, Полтавский, Решетиловский, Чутовский и Шишацкий районы, город Горишние Плавни)                                                        | 146 (на декабрь 2009)                              | 2 (1 мужской и 1 женский)                         | 14         | Данные с сайта епархии                   |
| Ровенская                          | 1990         | архиепископ Ровенский и Острожский Пимен (Воят)                  | Ровненская область (Гощанский, Дубновский, Здолбуновский, Корецкий, Млиновский, Острожский, Радивиловский и Ровенский районы) | 280                                                | 7 (2 мужских и 5 женских)                         | 9          | Данные с сайта епархии                   |
| Роменская                          | 2013         | митрополит Роменский и Бурынский Тихон (Софийчук)                | Сумская область (Бурынский, Липоводолинский, Недригайловский и Роменский районы) |                                                    |                                                   |            |                                          |
| Сарненская                         | 1999         | митрополит Сарненский и Полесский Анатолий (Гладкий)             | Ровненская область (Березновский, Владимирецкий, Дубровицкий, Заречненский, Костопольский, Ракитновский и Сарненский районы) | 270                                                | 5                                                 | 7          |                                          |
| Северодонецкая                     | 2007         | митрополит Северодонецкий и Старобельский Никодим (Барановский)  | Луганская область (Белокуракинский, Кременской, Новопсковский, Попаснянский, Сватовский, Старобельский и Троицкий районы, а также города областного подчинения, находящиеся на территории данных районов)                                                                                       |                                                    | 3 (2 мужских и 1 женский)                         | 12         | Данные с сайта епархии                   |
| Новопсковское викариатство         | 2007         | епископ Иринарх (Тымчук)                                         | Луганская область (Белокуракинский, Кременской, Новопсковский, Попаснянский, Сватовский, Старобельский и Троицкий районы, а также города областного подчинения, находящиеся на территории данных районов)                                                                                       |                                                    | 3 (2 мужских и 1 женский)                         | 12         | Данные с сайта епархии                   |
| Сумская                            | 1945         | митрополит Сумской и Ахтырский Евлогий (Гутченко)                | Сумская область (Ахтырский, Белопольский, Великописаревский, Краснопольский, Лебединский, Сумской и Тростянецкий районы) | 271 (на декабрь 2012)                              | 2 (мужских)                                       | 10         | Данные с сайта православной энциклопедии |
| Тернопольская                      | 1988         | митрополит Тернопольский и Кременецкий Сергий (Генсицкий)        | Тернопольская область | 125 (на 2004)                                      | 2 (1 мужской и 1 женский)                         | 5          | Данные с сайта Московского патриархата   |
| Шумское викариатство               | 1988         | архиепископ Иов (Смакоуз)                                        | Тернопольская область | 125 (на 2004)                                      | 2 (1 мужской и 1 женский)                         | 5          | Данные с сайта Московского патриархата   |
| Тульчинская                        | 1994         | архиепископ Тульчинский и Брацлавский Сергий (Аницой)            | Винницкая область (Бершадский, Гайсинский, Ильинецкий, Липовецкий, Немировский, Оратовский, Погребищенский, Тепликский, Тывровский, Тростянецкий, Тульчинский и Чечельницкий районы) | 341 (на март 2020)                                 | 1 (женский)                                       | 15         | Данные с сайта Московского патриархата   |
| Уманская                           | 2008         | митрополит Уманский и Звенигородский Пантелеимон (Луговой)       | Черкасская область (Жашковский, Звенигородский, Лысянский, Маньковский, Монастырищенский, Тальновский, Уманский и Христиновский районы) | 200                                                | 1 (женский)                                       | 8          | Данные с сайта епархии                   |
| Харьковская                        | 1799         | митрополит Харьковский и Богодуховский Онуфрий (Лёгкий)          | Харьковская область (город Харьков, Богодуховский, Валковский, Дергачёвский, Зачепиловский, Золочевский, Кегичевский, Коломакский, Красноградский, Краснокутский, Лозовский, Нововодолажский, Первомайский, Сахновщинский и Харьковский районы)                                                 | 190 (на 2012)                                      | 3 (1 мужской и 2 женских)                         | н/д        | Данные с сайта епархии                   |
| Херсонская                         | 1837 1991    | митрополит Херсонский и Таврический Иоанн (Сиопко)               | Херсонская область (город Херсон и Белозёрский район) | 168 (на апрель 2015)                               | 2 (1 мужской и 1 женский)                         | 11         | Данные с сайта епархии                   |
| Скадовское викариатство            | 1837 1991    | епископ Вениамин (Величко)                                       | Херсонская область (город Херсон и Белозёрский район) | 168 (на апрель 2015)                               | 2 (1 мужской и 1 женский)                         | 11         | Данные с сайта епархии                   |
| Хмельницкая                        | 1955         | митрополит Хмельницкий и Староконстантиновский Виктор (Коцаба)   | Хмельницкая область (Волочисский, Деражнянский, Красиловский, Летичевский, Староконстантиновский, Старосинявский и Хмельницкий районы) | 255 (на апрель 2008)                               | 3 (1 мужской и 2 женских)                         | 10         | Данные с сайта православной энциклопедии |
| Хустская                           | 1994         | митрополит Хустский и Виноградовский Марк (Петровцы)             | Закарпатская область (Виноградовский, Межгорский, Раховский, Тячевский и Хустский районы) | 213 (на 2004)                                      | 16 (11 мужских и 5 женских)                       | 15         | Данные с сайта Московского патриархата   |
| Раховское викариатство             | 1994         | епископ Марк (Куштан)                                            | Закарпатская область (Виноградовский, Межгорский, Раховский, Тячевский и Хустский районы) | 213 (на 2004)                                      | 16 (11 мужских и 5 женских)                       | 15         | Данные с сайта Московского патриархата   |
| Угольское викариатство             | 1994         | архиепископ Симеон (Голубка)                                     | Закарпатская область (Виноградовский, Межгорский, Раховский, Тячевский и Хустский районы) | 213 (на 2004)                                      | 16 (11 мужских и 5 женских)                       | 15         | Данные с сайта Московского патриархата   |
| Черкасская                         | 1898         | митрополит Черкасский и Каневский Феодосий (Снигирёв)            | Черкасская область (Городищенский, Драбовский, Золотоношский, Каменский, Каневский, Екатеринопольский, Корсунский, Смелянский, Черкасский, Чигиринский, Чернобаевский и Шполянский районы) | 411 (на 2004 до разделения епархии)                | 6 (3 мужских и 3 женских)                         | н/д        | Данные с сайта Московского патриархата   |
| Золотоношское викариатство         | 1898         | архиепископ Иоанн (Вахнюк)                                       | Черкасская область (Городищенский, Драбовский, Золотоношский, Каменский, Каневский, Екатеринопольский, Корсунский, Смелянский, Черкасский, Чигиринский, Чернобаевский и Шполянский районы) | 411 (на 2004 до разделения епархии)                | 6 (3 мужских и 3 женских)                         | н/д        | Данные с сайта Московского патриархата   |
| Корсунь-Шевченковское викариатство | 1898         | епископ Антоний (Пухкан)                                         | Черкасская область (Городищенский, Драбовский, Золотоношский, Каменский, Каневский, Екатеринопольский, Корсунский, Смелянский, Черкасский, Чигиринский, Чернобаевский и Шполянский районы) | 411 (на 2004 до разделения епархии)                | 6 (3 мужских и 3 женских)                         | н/д        | Данные с сайта Московского патриархата   |
| Черниговская                       | 988 XVII век | митрополит Черниговский и Новгород-Северский Амвросий (Поликопа) | Черниговская область (Городнянский, Козелецкий, Корюковский, Куликовский, Менский, Новгород-Северский, Репкинский, Семёновский, Сосницкий, Черниговский и Сновский районы) | 382 (на 2007 до разделения епархии)                | 5 (2 мужских и 3 женских)                         | н/д        | Данные с сайта Московского патриархата   |
| Любечское викариатство             | 988 XVII век | архиепископ Никодим (Пустовгар)                                  | Черниговская область (Городнянский, Козелецкий, Корюковский, Куликовский, Менский, Новгород-Северский, Репкинский, Семёновский, Сосницкий, Черниговский и Сновский районы) | 382 (на 2007 до разделения епархии)                | 5 (2 мужских и 3 женских)                         | н/д        |                                          |
| Черновицко-Буковинская             | 1401 1783    | митрополит Мелетий (Егоренко)                                    | Черновицкая область | 382 (на 2004)                                      | 12 (7 мужских и 5 женских)                        | 12         | Данные с сайта православной энциклопедии |
| Банченское викариатство            | 1401 1783    | митрополит Лонгин (Жар)                                          | Черновицкая область | 382 (на 2004)                                      | 12 (7 мужских и 5 женских)                        | 12         | Данные с сайта православной энциклопедии |
| Герцаевское викариатство           | 1401 1783    | епископ Силуан (Черней)                                          | Черновицкая область | 382 (на 2004)                                      | 12 (7 мужских и 5 женских)                        | 12         | Данные с сайта православной энциклопедии |
| Кицманское викариатство            | 1401 1783    | епископ Иов (Похивка)                                            | Черновицкая область | 382 (на 2004)                                      | 12 (7 мужских и 5 женских)                        | 12         | Данные с сайта православной энциклопедии |
| Новоселицкое викариатство          | 1401 1783    | епископ Клеопа (Мигаеси)                                         | Черновицкая область | 382 (на 2004)                                      | 12 (7 мужских и 5 женских)                        | 12         | Данные с сайта православной энциклопедии |
| Хотинское викариатство             | 1401 1783    | архиепископ Вениамин (Межинский)                                 | Черновицкая область | 382 (на 2004)                                      | 12 (7 мужских и 5 женских)                        | 12         | Данные с сайта православной энциклопедии |
| Шепетовская                        | 2007         | митрополит Шепетовский и Славутский Евсевий (Дудка)              | Хмельницкая область (Белогорский, Изяславский, Полонский, Славутский, Теофипольский и Шепетовский районы) | 174 (на май 2007)                                  | 3 (1 мужской и 2 женских)                         | 6          | Данные с сайта епархии                   |
| Городищенское викариатство         | 2007         | епископ Феодосий (Минтенко)                                      | Хмельницкая область (Белогорский, Изяславский, Полонский, Славутский, Теофипольский и Шепетовский районы) | 174 (на май 2007)                                  | 3 (1 мужской и 2 женских)                         | 6          | Данные с сайта епархии                   |

## Упразднённые епархии
- Алма-Атинская и Семипалатинская епархия (1927—1999)
- Ачинская епархия (1934—1937)
- Баденская и Баварская епархия (1971—1992)
- Донская и Новочеркасская епархия (1829—1943)
- Дрогобычская и Самборская епархия (1946—1959)
- Дюссельдорфская епархия (1971—1992)
- Измаильская и Болградская епархия (1945—1955)
- Корельская епархия (1593—1610)
- Крутицкая епархия (1742—1788)
- Кунгурская епархия (1924—1930)
- Молдовлахийская епархия (1789—1821)
- Новгород-Северская епархия (1785—1799)
- Переяславская епархия (упом. 1036 — ок. 1291, 1733—1785)
- Салмасская епархия (1912—1917)
- Сарайская епархия (1261—1742)
- Семипалатинская и Павлодарская епархия (1923—1955)
- Старооскольская епархия (1929—1935)

Исторические православные епархии, существовавшие на территории, которая ныне является канонической территорией Грузинской православной церкви:
- Гурийско-Мингрельская епархия (1885—1917)
- Имеретинская епархия (1821—1917)
- Сухумская епархия (1885—1918) ныне епархия Грузинской православной церкви

Исторические православные епархии, существовавшие на территории, которая ныне является канонической территорией Польской православной церкви:
- Перемышльская епархия (XI век — 1692; возрождена в 1983 году как епархия Польской православной церкви)
- Холмская и Люблинская епархия (1285—1651, 1905—1923; в 1940—1946 годах — в составе Польской православной церкви)

Исторические православные епархии, существовавшие на территории, которая ныне является канонической территорией Православной церкви в Америке:
- Бруклинская епархия (1946—1947, 1963—1970)
- Нью-Йоркская и Алеутская епархия (1870—1970)
- Сан-Францисская и Калифорнийская епархия (1946—1970)
- Филадельфийская и Карпаторосская епархия (1946—1954)
- Эдмонтонская и Канадская епархия (1959—1970)

## Исторические епархии
Исторические православные епархии, существовавшие на территории, которая ныне является канонической территорией Русской православной церкви:
- Зихийская епархия
- Абазгийская епархия
- Никопская епархия
- Аланская митрополия
- Матрахская епархия
- Боспорская епархия
- Херсонская епархия
- Доросская митрополия
- Галицкая митрополия (1300-е — 1410-е)